# 神戸外国人居留地

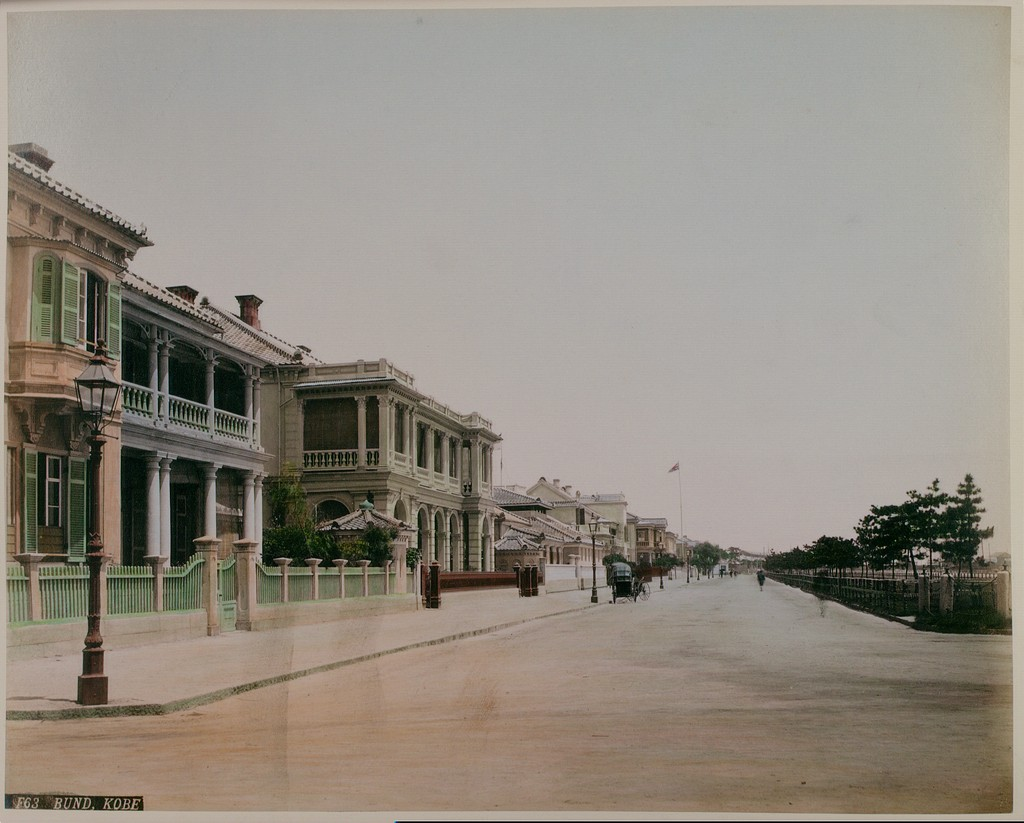
神戸外国人居留地の街並（海岸通・1885年（明治18年）頃）

神戸外国人居留地（こうべがいこくじんきょりゅうち）は、安政五カ国条約に基づき、1868年1月1日（慶応3年12月7日）から1899年（明治32年）7月16日までの間、兵庫津の約3.5 km東に位置する神戸村（後の兵庫県神戸市中央区）に設けられた外国人居留地である。神戸居留地とも略称される。
東を旧・生田川（後のフラワーロード）、西を鯉川（後の鯉川筋）、南を海、北を西国街道（後の花時計線）に囲まれた広さ約7万8,000坪（約258,000平方メートル）の区域が合理的な都市計画に基づいて開発され、「東洋における居留地としてもっともよく設計されている」と評された。一定の行政権・財政権などの治外法権が認められ、居留外国人を中心に組織された自治機構によって運営された。運営は円滑に行われ、日本側と外国側との関係もおおむね良好であったと評価されている。貿易の拠点、西洋文化の入り口として栄え、周辺地域に経済的・文化的影響を与えた。
※本記事においては必要に応じて居留地周辺の雑居地・遊歩区域や居留地返還後についても記述する。

## 歴史

### 兵庫開港

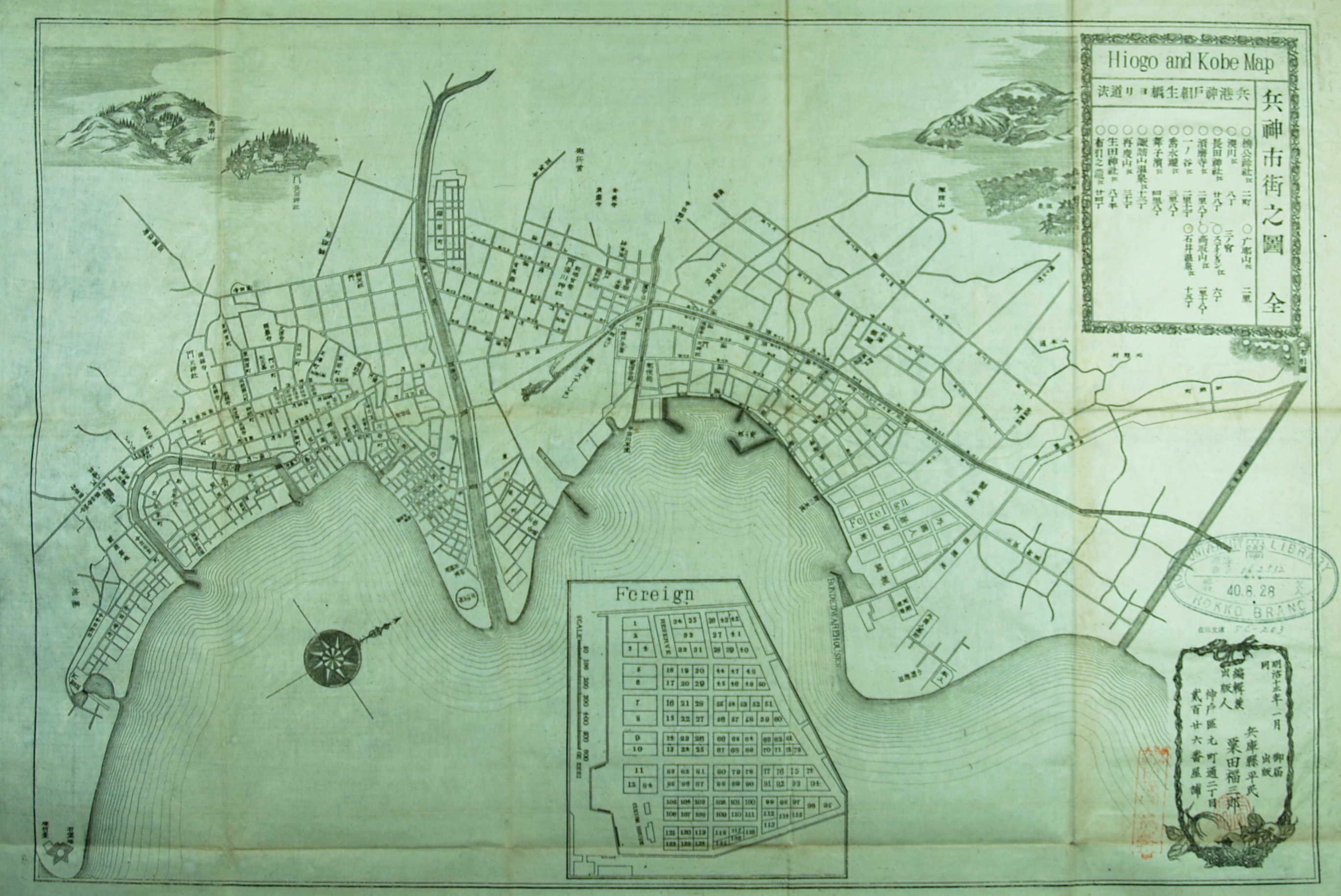
1879年の地図（兵神市街の図）
この年に神戸区（兵庫津＋坂本村＋神戸町）が発足したが、まだ神戸港の範囲（～1892年）と雑居地の範囲（～1899年）は宇治川 - 旧生田川間だった。

1858年7月29日（安政5年6月19日）、江戸幕府はアメリカとの間に日米修好通商条約を締結した。江戸幕府は同条約第6条において日本におけるアメリカの領事裁判権を認め、第3条において1863年1月1日（文久2年11月12日）に兵庫（兵庫津。かつての大輪田泊）を条約港として開港し、外国人の居住・経済活動のために貸与する一定の地域（外国人居留地）を設けることを約した。江戸幕府は間もなくオランダ・ロシア・イギリス・フランスとも同様の内容の条約（安政五カ国条約）を締結したが、これらの条約に関する勅許が得られず、諸外国と交渉を行った結果、兵庫開港の期日を5年遅らせ、1868年1月1日（慶応3年12月7日）とした。朝廷側は御所のある京都に近い兵庫を開港することに難色を示し、1865年12月22日（慶応元年11月5日）に安政五カ国条約についての勅許を与えた後も許そうとせず、延期された開港予定日を約半年後に控えた1867年6月26日（慶応3年5月24日）になってようやく勅許が与えられた。
江戸幕府は勅許を得る前から兵庫開港に向けた交渉を諸外国と行っており、1867年5月16日（慶応3年4月13日）にイギリス・アメリカ・フランスとの間に「兵庫港並大坂に於て外国人居留地を定むる取極」（兵庫大阪規定書）を締結した。同取極第1条には「日本政府において条約済の各国人兵庫に居留地を神戸町（神戸村）と生田川との間に取極め…」と規定され、兵庫津の約3.5km東に位置する神戸村に居留地が設けられることになった。そしてそれに伴い、神戸村の海岸に建設される新たな港が外国に開放されることになった（新たな港は1892年（明治25年）に勅令により神戸港と名付けられた）。
「兵庫開港」において、兵庫津ではなく後の神戸港が開放されることになった理由・経緯を示す資料は存在しないが、複数の推測がなされている。楠本利夫『増補 国際都市神戸の系譜』は、江戸幕府側が外国人を敬遠する住民感情を考慮し、衝突が起こらないようにとの配慮から、すでに港として栄え（兵庫津は当時大坂の外港として機能し、取引の盛んな港であった）往来の激しい兵庫津の開放を避けたと推測している。また、『新修神戸市史 歴史編3』および『増補 国際都市神戸の系譜』は、人口の多い兵庫津周辺よりも神戸村のほうが用地の確保が容易であり、1865年（元治2年）に閉鎖された神戸海軍操練所の施設を活用できたためと推測している。さらに『増補 国際都市神戸の系譜』は、1865年11月（慶応元年9月/10月）に兵庫津付近の海域を測量したイギリス公使ハリー・パークスの随行員が「兵庫の旧市内からやや離れたところにある」居留地の予定地について「十分な水深もあり、天然の優れた投錨地となっている小さな湾に面している」と評価した記録を残していることを取り上げ、「兵庫の旧市内からやや離れたところにある予定地」とは神戸村を指しており、外国側も兵庫津より神戸村のほうが開港場に適しているという認識を持っていたと推測している。なお、神戸港の港域は1892年（明治25年）に拡大され、兵庫津を含むようになった。
居留地の具体的な設置場所は神戸村内の、東は（旧）生田川（後のフラワーロード）、西は鯉川（後の鯉川筋）、南は海と、三方を川と海で囲まれた（北は西国街道（後の花時計線）に接していた）、広さ約7万8,000坪（約258,000平方メートル）の土地に決まった。『新修神戸市史』はこの選定について、「外国人と日本人との接触を極力回避しようとした幕府の配慮がうかがえる」としている。

### 居留地の造成と運営

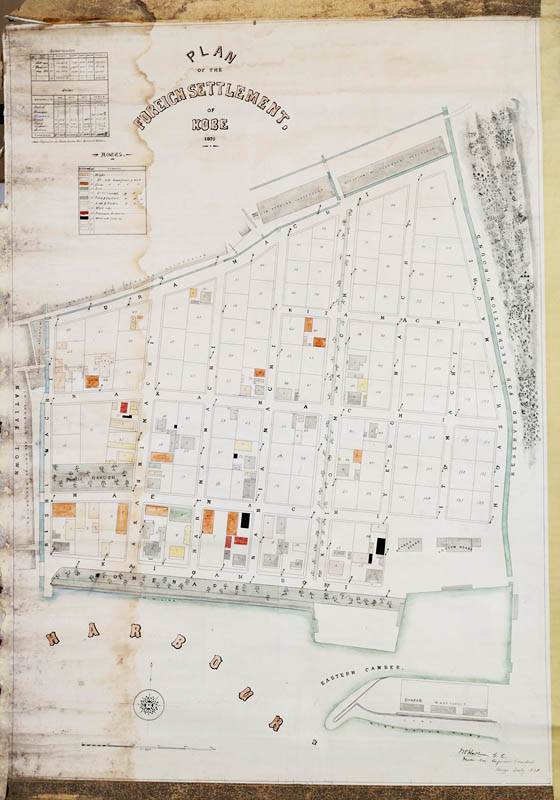
神戸外国人居留地の地図（計画図。1870年（明治2年/3年）作成）

江戸幕府は柴田剛中を兵庫奉行に任命して居留地と港の造成にあたらせた。柴田は神戸村に着任すると直ちに造成の指揮を執ったが、開港日である1868年1月1日（慶応3年12月7日）までに完成したのは運上所（税関）の施設と3か所の埠頭、3棟の倉庫のみであった。この時期は江戸幕府から明治政府への政権移行期に当たり、1867年11月9日（慶応3年10月14日）には大政奉還が行われた。
当初、兵庫開港に関する事務は引き続き江戸幕府が担当することとされたが、開港から2日後の1月3日（慶応3年12月9日）に王政復古の大号令が発令され、同月27日（慶応4年1月3日）に起こった鳥羽・伏見の戦いで江戸幕府軍が敗れ徳川慶喜が大阪城から江戸へ退却すると柴田剛中も江戸へ引き上げ、工事は中断を余儀なくされた。残る工事は明治政府の下で行われた。
外国人による土地所有を認めない方針を採る明治政府は、居留地内の土地を永代借地（無期限の借地。事実上の所有）として外国人に貸与することとし、被貸与者は競売によって決定された。永代借地権は居留地返還後も、1942年（昭和17年）まで存続した（後述）。競売代金の約半分は政府側が収納し、残りは自治行政を行うための最高議決機関として政府が認めた居留地会議の運営費として積み立てられた。居留地住民による自治行政は居留地が廃止されるまで続いた。約30年にわたり居留地は円滑に運営され、日本側と外国側との関係も概ね良好であったと評価されている。ただし日本人は居留地内での居住が禁止され、立ち入りも制限された。
なお居留地造成の遅れを受け、明治政府は区域を東は（旧）生田川、西は宇治川、南は居留地南の海岸、北は山辺（山麓）と限定した上で、外国人が居留地外に居住することを認めた。この区域を雑居地といい、居留地返還まで存続した（詳細については後述）。

### 居留地および周辺の発展
自然海岸に近かった神戸村の海岸に新しい港の建設が進められた。1868年4月から7月（明治元年4月から5月）にかけて（旧）生田川・宇治川間の海岸に改めて4つの埠頭が建設され、さらに1871年（明治4年）に防波護岸・埠頭拡張の工事が行われた。また、1871年4月29日（明治4年3月10日）から同年7月26日（明治4年6月9日）にかけて行われた（旧）生田川の付け替え工事（後述）は、居留地周辺の水害を防ぐだけでなく、港の中心部への土砂の流入を防ぐ効果ももたらした。後に「天然の良港」と呼ばれる神戸港の基盤はこうして整えられていった。
開港後、居留地は合理的な都市計画の下で整備され、道路や溝渠の工事が終わり南北8本・東西5本の街路からなる碁盤の目状の区画が完成したのは1872年（明治4年/5年）頃のことである。土地の競売も1873年（明治6年）2月7日までに終わった。居留地の都市計画は、「神戸は東洋における居留地としてもっともよく設計されている」と評された（1871年4月17日付の英字新聞「The Far East」）。一方、周辺地域は必ずしも計画的に開発されたわけではなかった。居留地の東北には外国人が経営する工場が、西には会社や銀行が開設され、北西には清国人街が形成されるといった具合にある程度傾向を帯びながらも、居留地の発展とともに周辺地域の人口が増加し、雑然と市街地が形成されていった。
開港当時、神戸村の人口は約3600人であったが、周辺の村との合併を経て1889年（明治22年）に神戸市が誕生した際には約13万4700人にまで増加した。1890年代初めには市街地が兵庫津周辺と一続きとなった。なお居留外国人数は1871年（明治3年/4年）の時点で400人余り（イギリス・ドイツ・フランス・オランダ・清の5か国）であったが、1890年には2,000人を超えていた（#居留外国人数を参照）。

### 返還

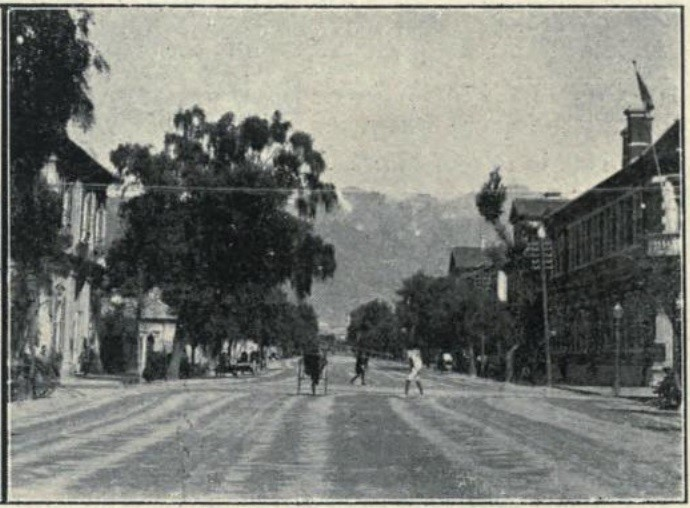
明治末頃

明治政府は、江戸幕府が締結した安政五カ国条約の改正を目指す中で欧化主義政策を採った。その一環として東京の鹿鳴館では舞踏会が盛んに催されたが、神戸でも盛んに開催された。そんな中、1887年（明治20年）には「神戸未曾有の大夜会」と称し、大阪府と兵庫県の知事主催による舞踏会が神戸レガッタアンドアスレチッククラブ（KRAC。後述）の体育館で催された。
1894年（明治27年）、明治政府はイギリスとの間に日英通商航海条約を締結し、領事裁判権の撤廃と外国人居留地の返還を実現した。政府はその後同じ内容の条約をアメリカ、フランスなど14ヵ国と締結した。これら一連の条約は1899年（明治32年）7月17日に発効し、同日をもって神戸外国人居留地は日本側に返還された。これにより居留地は神戸市へ編入され、外国人に認められていた行政権と財政権は解消し、日本人が自由に立ち入り、居住することが可能となった。居留地内にあった警察隊（居留地会議によって組織）は廃止され、消防隊（居留地住民が自主的に組織）は消防組として神戸市へ移管された。返還に際して日本側は、行事局（後述）局長を兵庫県および神戸市の嘱託職員とし、行事局のあった場所に市の派出所を置く、治外法権撤廃に伴う紛争防止のために外国人が相談委員会（後に神戸国際委員会と改称）を設置することを認めるなど、外国人に対し一定の配慮をした。
なお、神戸港が日本有数の国際貿易港として飛躍するきっかけになったと評価されている大規模な修築事業（第一期修築工事）は、居留地返還後の1907年（明治39年）に決定し、翌1908年（明治40年）に起工した。

### 永代借地権を巡る紛争
前述のように、外国人による土地所有を認めない方針をとる明治政府は、居留地内の土地を永代借地（無期限の借地。事実上の所有）として外国人に貸与した。永代借地権は居留地返還後も存続したが、返還後日本側は永代借地の上に建つ家屋に課税する方針を打ち出した。これに対し外国側はすでに地税が徴収されているにもかかわらずさらに家屋への課税を行うことは二重課税に当たり不当であると反発し、1902年（明治35年）に日本政府が常設仲裁裁判所に提訴する事態に発展した。この提訴は1905年（明治38年）に日本側の申し立てが棄却される結果に終わり、日本側は永代借地上の家屋には一切の課税ができないことになった。
税の徴収が不可能となった神戸市は1933年（昭和8年）より永代借地権撤廃に向けて行動を開始し、1936年（昭和11年）9月に同様の問題を抱えていた横浜市、長崎市とともに協議会を発足させると、両市と協力して外国側との折衝を行った。その結果1937年（昭和12年）3月に、1942年（昭和17年）4月1日をもって永代借地権を消滅させ土地所有権に切り替え、その代わり切り替え後5年間は地税を免除することで合意が成立した。
条約上の居留地返還は1899年（明治32年）7月17日であるが、居留地の完全な消滅、居留地の歴史の終焉は永代借地権が解消された1942年（昭和17年）4月1日であるとされる。

### 返還後
返還された居留地（旧居留地）には大正から昭和初期にかけて日本の商社や銀行が多く進出し、ビジネス街として発展した。
一方、外国商館は第一次世界大戦を境に衰退を見せた。とりわけ大戦において日本と敵対したドイツ人所有の不動産は強制的に日本人に売却され、旧居留地においても日系商社がドイツ系商社にとって代わった。1931年（昭和6年）の時点で、外国人が永代借地する旧居留地内の区画は126区画中47区画にまで減少した。

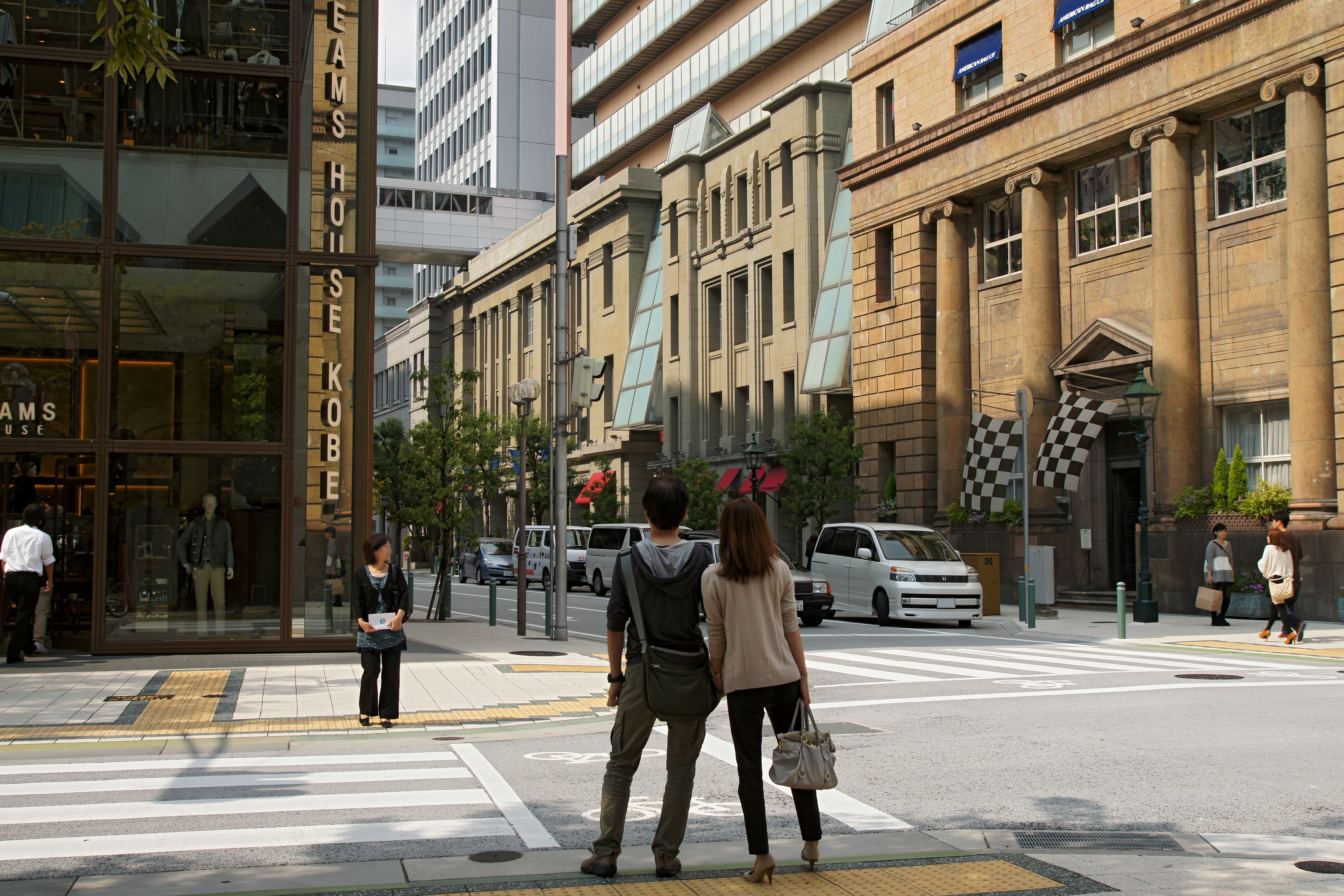
旧居留地・明石町筋（2011年）

第二次世界大戦期の1940年には、リトアニア領事の杉原千畝などが発行したビザでヨーロッパから亡命してきたユダヤ人を、日本人や旧居留地に住む在日ユダヤ人が保護したほか、アメリカや中華民国への亡命を助けた。
また1945年6月に神戸大空襲によって7割の区画が破壊されると、終戦後も復興はなかなか進まず、加えて昭和30年代に東京への本社機能移転や神戸市における都心の東進化が生じたことで、旧居留地の経済的な位置付けは低下した。

### 現在
しかし昭和50年代に入り旧居留地内に残された近代洋風建築物や歴史的景観が再評価されるようになると、そうした要素を活用した店舗が新たに開設され、旧居留地はビジネス街とショッピング街の機能を併せ持つ区域として活況を呈するようになった。

## 自治と治外法権

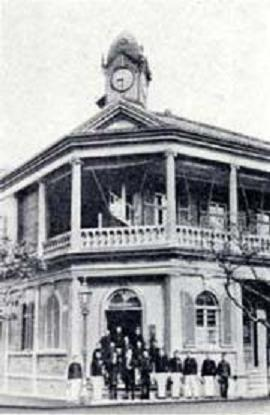
38番地にあった行事局の建物

明治政府は1868年8月7日（慶応4年6月19日）に成立した「大阪兵庫外国人居留地約定書」において、外国人に対して居留地における一定の行政権と財政権を認めた。具体的には居留地内のインフラ整備・治安維持を中心とする自治行政を行うための最高議決機関として居留地会議を創設し、その運営費用には居留地の競売代金の一部と地税・警察税（地税と警察税の徴収は居留地側が行うことができた）を充てることを認めた。居留地住民による自治行政は居留地が廃止されるまで続いた（なお、長崎や横浜の居留地にも当初は自治権があったが、途中で放棄されている）。また、各国政府は神戸外国人居留地周辺に領事館を開設し、自国の経済的利益と国民を保護し領事裁判権を行使する領事を置いた。
最高議決機関である居留地会議は、各国の領事と兵庫県知事、選挙によって選ばれた居留地の住民代表（行事）3名によって構成された。居留地会議議長は領事の代表が務めることが多かった。居留地会議の会議は英語で行われ、議事録は新聞で公表された。居留地会議の執行機関として行事局が設置された。行事局には3名の委員がおり、行事局長によって統括された。初代の局長は C・H・コブデンで、後任のヘルマン・トロチックが1872年（明治4年/5年）から居留地返還まで局長を務めた。トロチックは1874年（明治7年）4月に居留地警察署が設置されるとその署長を兼務した。重要案件については居留地会議の下に設けられた委員会において検討され、その報告を基に居留地会議が決定を下すというプロセスが採られた。
外国人による自治が認められたことで、居留地内において立ち入りや警察権の行使など日本側の権利・権限は制限された。また、日本と欧米諸国との間で結ばれた不平等条約によって領事裁判権が認められ、条約の適用対象となる居留外国人が当事者である法的紛争については外国領事による裁判が行われた（自治権については属地主義が採られ居留地内にのみ及んだのに対し、領事裁判権については属人主義が採られ、居留地外の紛争にも及んだ。もっとも実際には、外国人が居留地外においても居留地内と同様の治外法権を主張し、日本側とトラブルに発展することもあった）。

### 自治と治外法権を巡る問題

#### 日本人の居住・立ち入りについて
日本人は居留地内での居住が禁止され、開港当初は居留地への立ち入り自体も禁じられていたが、1869年（明治元年/2年）以降は鑑札を所持する者については許可された。なお、居留地内で活動した警察組織には数人の日本人が警察官として所属していた。

#### 警察権を巡る問題
前述の「大阪兵庫外国人居留地約定書」では警察目的の税（警察税）の徴収が認められていたため、外国側は警察権について、居留地会議に帰属すると考えていた。しかし兵庫県は県に警察権が帰属するという見解を取っていた。この見解の相違が原因で1871年7月2日（明治4年5月15日）、「女王対ウォータース事件」と呼ばれる事件が起こった。
1871年7月2日（明治4年5月15日）、兵庫県所属の警察官が居留地内にいた女性を売春婦と疑い、警察詰所に連行した。取り調べの結果女性は居留地在住のイギリス人ウォータースの使用人であると判明して釈放されたが、これに怒ったウォータースは翌3日（明治4年5月16日）、使用人を連行したと思しき警察官2名を屋敷内に監禁した。この事件は領事裁判権に基づきイギリス領事A・J・ガワーが裁くこととなったが、判決においてガワーは、日本の警察官は居留地内で警察権を行使することはできず、身柄の拘束はもちろんパトロールを行う権限もないのであって、ウォータースの警察官に対する公務執行妨害罪は成立しない（単に私人に対する逮捕・監禁罪が成立するに過ぎない）という判断を示した。この判決によって、居留地内においては、行事局を統括する行事局長指揮下の居留地警察のみが警察権を行使することができるということが明確になった。兵庫県は1899年（明治32年）の返還まで居留地内において警察権を行使することができなかった。

#### ノルマントン号事件の査問会および予審
1886年（明治19年）に起こったノルマントン号事件に関する査問会および予審は、神戸外国人居留地において領事裁判権が行使された有名な事件の一つに挙げられる。10月24日、横浜居留地の汽船会社が所有する貨物船ノルマントン号が和歌山県沖で沈没し、貨物と共に輸送していた日本人の乗客25名全員が死亡する事件が起こった。この事件では11名のイギリス人乗組員が救命ボートに乗って助かったにもかかわらず日本人の乗客が全員死亡したことについて、船長をはじめとする乗組員が救助を怠ったのではないかという疑念が向けられた。安政五カ国条約によってイギリスに認められていた領事裁判権に基づき、事件に関する査問会が11月1日から5日にかけて神戸外国人居留地で行われ、イギリス領事ジェームス・トループは乗組員に過失なしとする判断を下した。この判断を不服とした兵庫県知事内海忠勝は船長を殺人罪で告訴し、告訴を受けて11月20日に同じく神戸外国人居留地で行われた予審と12月8日に横浜で行われた公判ではともに船長に対し有罪判決が下された。ノルマントン号事件の査問会で乗組員に過失なしと判断されたことで、日本国内では領事裁判権に対する疑問や批判が巻き起こり、反英感情が高まった。この査問会は、日本人と外国人との関係がうまくいっていたとされる神戸外国人居留地の歴史における「影の部分」と評される。

## 街並

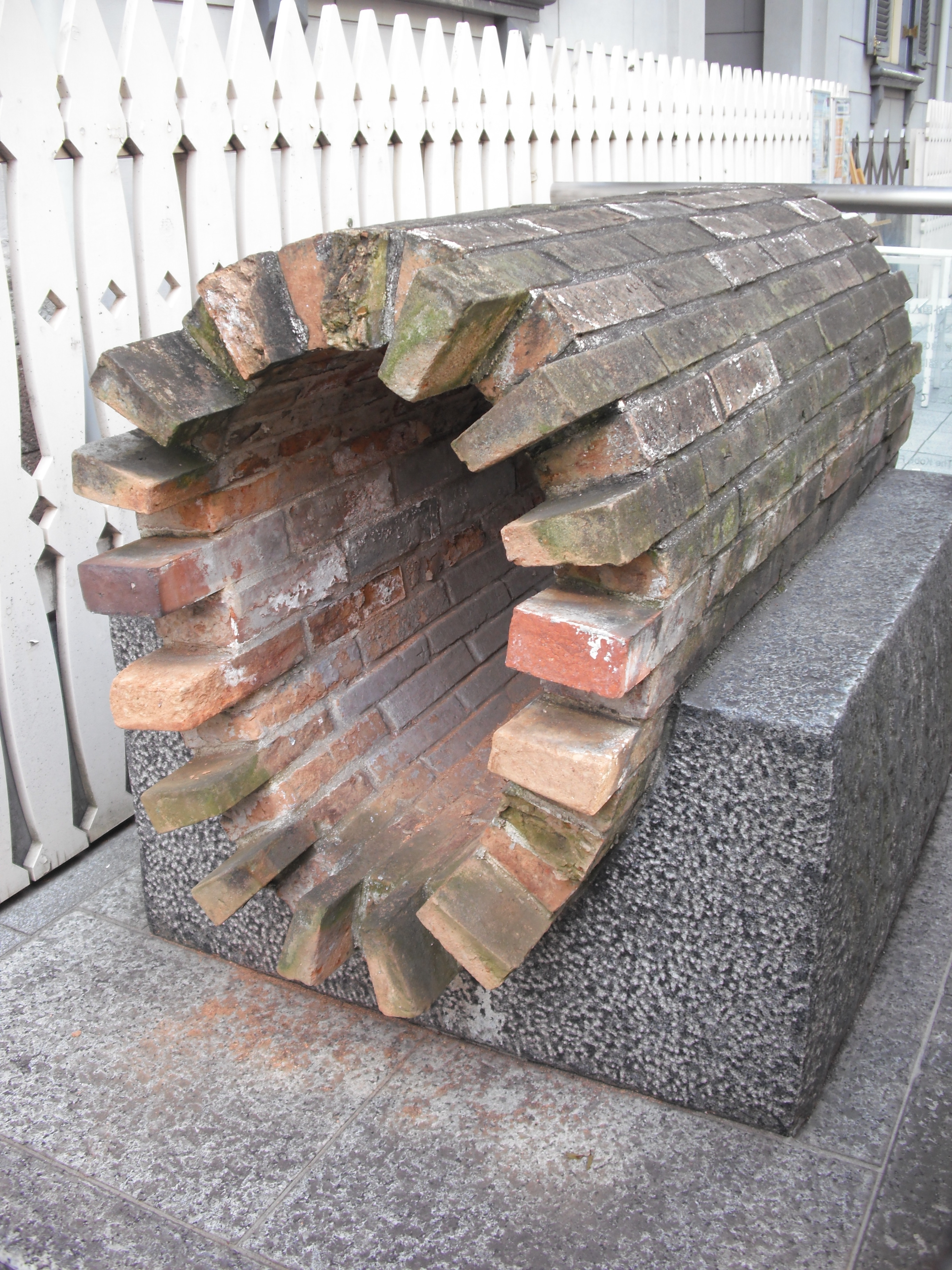
旧居留地十五番館横の歩道に展示されている居留地時代の下水管

兵庫の開港は横浜や長崎より約9年遅れてのものであったため、神戸外国人居留地では両居留地における造成・設計の経験を活かした合理的な都市計画を立てることができた。1871年4月17日付の英字新聞「The Far East」は、「神戸は東洋における居留地としてもっともよく設計されている」と評した。
完成した居留地の街並みは、以下のような特徴を持っていた。
1. 前述のように東を（旧）生田川（後のフラワーロード）、西を鯉川（後の鯉川筋）、南を海と、三方を川と海に囲まれていた[2][27]。ただし東西の川については1870年代に付け替えおよび暗渠化の工事が行われた（後述）。
2. 南北8本、東西5本の道路[† 15]によって22の街区に分けられ、さらにそれぞれが区画化され全体で126の区画によって構成されていた。一区画当たりの面積は200-300坪で、居留地全体の面積は道路を除くと4万9645坪（約164,115平方メートル）あった（1885年（明治18年）末のデータ）[102]。
3. 道路は、車道と歩道が区別されていた[103]。
4. 南北を走る道路には排水を海に流すための下水道が埋設されていた[103]。下水管には楔型のレンガを漆喰で固めて円筒状にしたものが用いられた[104][† 16]。なお、この断面が卵形の下水渠は外国人居留地特有のものとして、2002年に土木学会選奨土木遺産に選ばれる[106]。
5. 通りには街路樹や街灯が設置され、車道と歩道が区別されていた[103]。電線は地下配線され、電柱は建てられなかった[107]。
6. 南側の海岸沿いの通り（海岸通）には芝生と松並木が植えられ、プロムナードとして整備された[103]。

### ガス灯

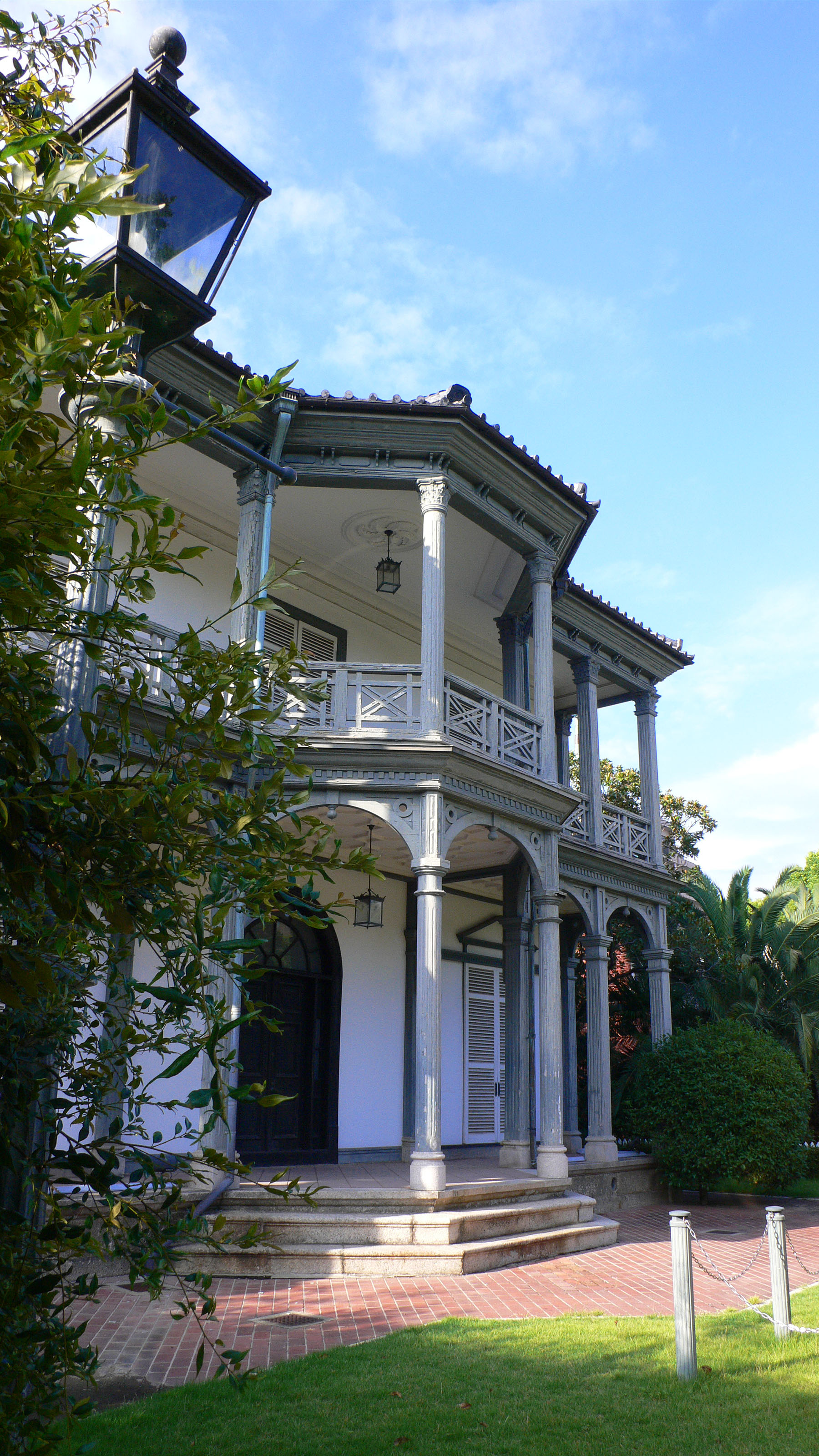
旧ハッサム住宅前にあるガス灯

1874年（明治7年）11月、居留地内の複数の商社が出資して設立したブラウン商会（大阪瓦斯の前身の一つ）が居留地へのガスの供給（兵庫県初）を行うようになり、居留地内にはそれまで使用されていた石油灯に替わってガス灯が設置されるようになった。居留地時代に設置されていたガス灯94基のうち、2基が旧ハッサム住宅前に、1基が愛知県の博物館明治村に設置されている。また、神戸市立博物館と大丸神戸店の周囲には復元されたガス灯が設置されている。
なお、神戸区では1888年（明治21年）11月から電気の供給が開始され、市街地には電灯が設置されるようになったが、ガス灯が設置されていた居留地ではブラウン商会を中心に反対論が張られ、電気供給および電灯設置は遅れた。また、電気供給が開始されるにあたって居留地側は電線が空中を横切るのは美観を損ねると主張し、電線は地下に配線されることになった。居留地返還後も旧居留地では電線は地下配線され、通りに電柱が建てられることはなかった。

### 建築様式

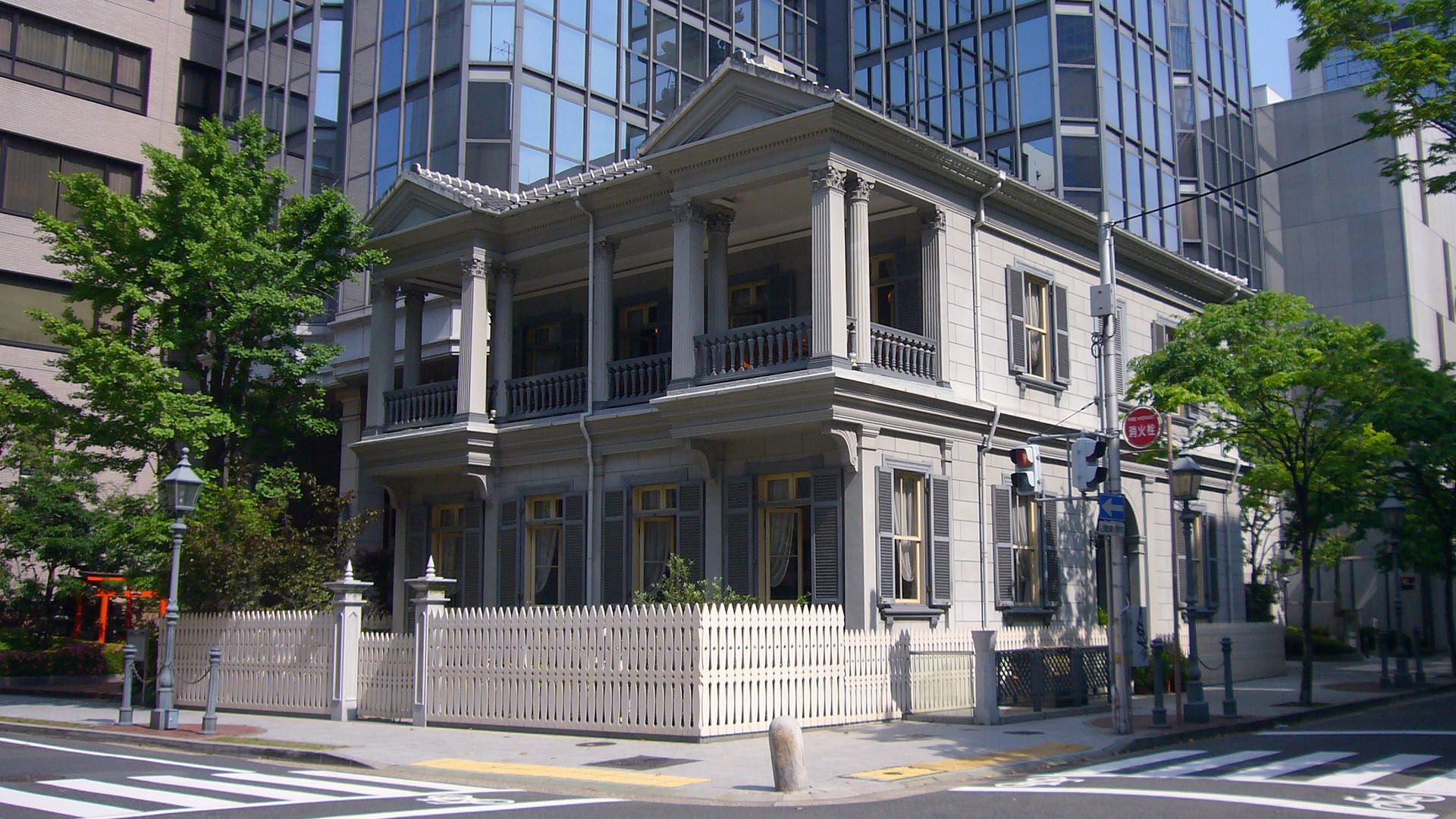
旧居留地十五番館

初期に建てられた建築物の多くは古典主義の色彩を帯びていた。15番館（旧居留地十五番館）はその典型とされ、2階立てで2階にオーダーを配したベランダが配置された。古典主義は、19世紀中頃の東アジア居留地において圧倒的な主流を占める建築様式であった。
明治20年代に入ると、イギリスの建築家アレクサンダー・ネルソン・ハンセルの活躍によって建築物のデザインの流行に変化が現れた。ハンセルはゴシック・リヴァイヴァル建築の考えに基づき、煉瓦をむき出しにしたデザインを好んで採用した。ハンセルは神戸外国人居留地において神戸倶楽部を皮切りに香港上海銀行、チャータード銀行、ジャーディン・マセソン商会、ドイツ総領事館、デラカンプ商会など数多くの建築物の設計を手掛けた。
擬洋風建築が多く建てられた横浜外国人居留地と異なり、神戸外国人居留地における建築はすべて外国人建築家の主導の下で行われ、建築主はほとんどが外資系企業であった。一方明治30年代に入ると、工部大学校造家学科（後の東京大学工学部建築学科）出身の辰野金吾、曽禰達蔵、河合浩蔵や、エコール・サントラル・パリへ留学し建築学を学んだ山口半六といった日本人建築家たちが、神戸において日本の官公庁および企業を建築主とする建築物の設計を多く手掛けるようになった。辰野らのように工部大学校造家学科においてイギリスの建築家ジョサイア・コンドルの指導を受けた建築家や、山口のように日本国外で建築学を学んだ建築家は、明治期の日本建築界発展の素地を作ったと評価されているが、これら日本人建築家と居留地で活動した外国人建築家は、建築主の違いから活動範囲において明確に一線を画し、関わりは希薄であったとされる。

### 宿泊施設（ホテル）

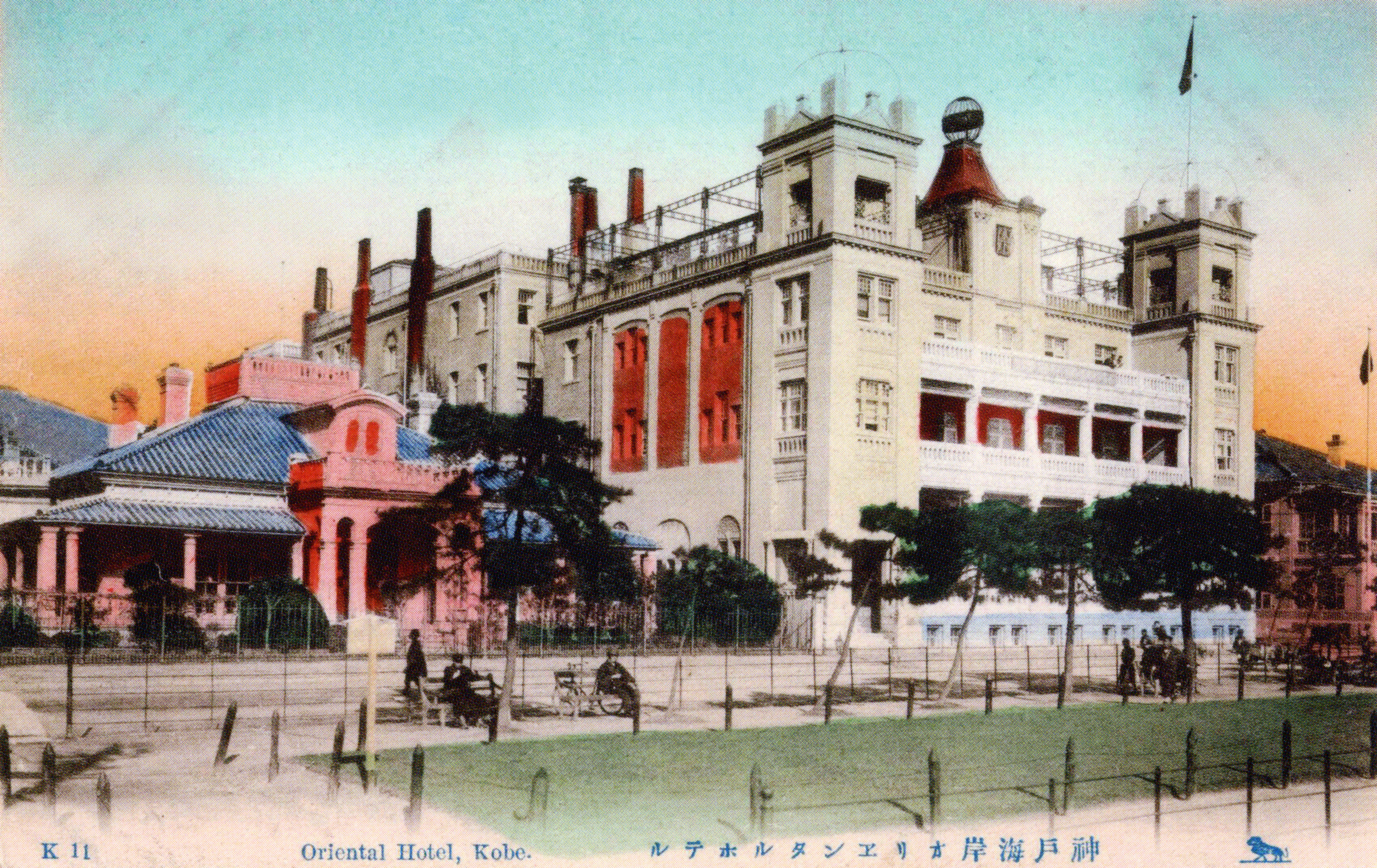
オリエンタルホテル（1907年（明治40年）、海岸通6番地に竣工）

神戸外国人居留地で最も早く開業した宿泊施設はグローブホテル（1868年（慶応4年/明治元年）開業。営業終了の時期およびホテルの位置は不明）で、その後もいくつかの宿泊施設が開業した。その中で最も有名なものはオリエンタルホテルで、遅くとも1870年8月3日（明治3年7月7日）には79番地で営業を開始していたことが確認されている。オリエンタルホテルには後述のように、社交クラブであるユニオンクラブの事務所が1870年（明治3年）に、さらにユニオンクラブと入れ替わる形でクラブコンコルディアの事務所が1881年（明治14年）頃に置かれ、同年9月23日（8月28日）には後述のスポーツクラブ、神戸レガッタアンドアスレチッククラブ (KRAC) の設立総会が開かれた。オリエンタルホテルは1888年（明治21年）頃に80番地を買収して本館を移したが、その頃責任者を務めていたフランス人の料理人ルイ・ビゴの作った料理が評判を呼んだ。居留地返還後もオリエンタルホテルは営業地を移しつつ業務を継続、1995年（平成7年）に発生した阪神・淡路大震災により建物が倒壊し営業を停止したが2010年（平成22年）3月3日に再開した。

### 東西の川の工事

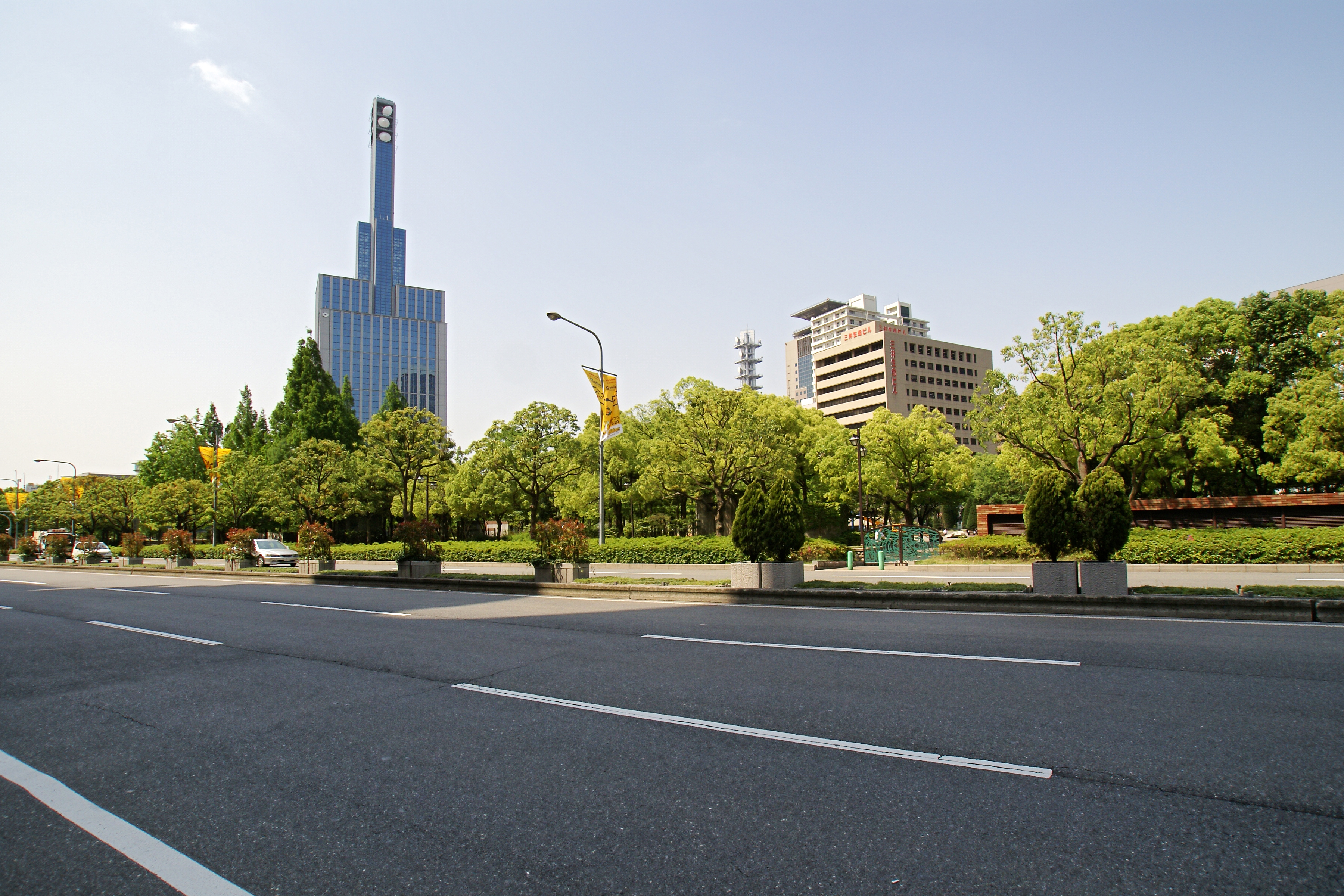
旧生田川が流れていたフラワーロード。道路の向かって右側に見えるのが東遊園地。

前述のように開港当初居留地の東端には（旧）生田川が、西端には鯉川が流れていたが、（旧）生田川は堤防が低く、しばしば居留地内に水害をもたらし、鯉川は交通の妨げになると外国人からの評判が悪かった。
明治政府は生田川について、1871年4月29日（明治4年3月10日）から同年7月26日（明治4年6月9日）にかけて川の流れを東へ移す付け替え工事を行い、上流にある布引の滝からまっすぐ小野浜まで南下する新たな生田川（新生田川）が作られた。旧生田川の河川敷は埋め立てられ、道路（フラワーロード）や日本人と外国人が共同利用するグラウンド（内外人公園。後の東遊園地。詳細については後述）が造成された。右岸の堤防の一部はそのまま小山のように残され、異人山と呼ばれるようになった。異人山があった場所には後に神戸市役所が建てられた。埋立地の一部には工事を請け負った加納宗七の名に因んで「加納町」という地名が付けられた。なお、この工事には居留地の設計に当たったジョン・ウィリアム・ハートも関与した。
鯉川については、居留地側から兵庫県および明治政府に対し、工事費用の半分を負担するから川に蓋をしてほしいという要望が出され、1874年（明治7年）10月から1875年（明治8年）1月にかけて工事が行われた。その後1909年（明治42年）になって鯉川はコンクリートで覆われた完全な暗渠となった。さらにその後暗渠の上に道路（鯉川筋）が敷設された。

## 雑居地・遊歩区域
居留外国人は居留地外の一定の区域にも居住し、移動した。以下詳述する。

### 雑居地

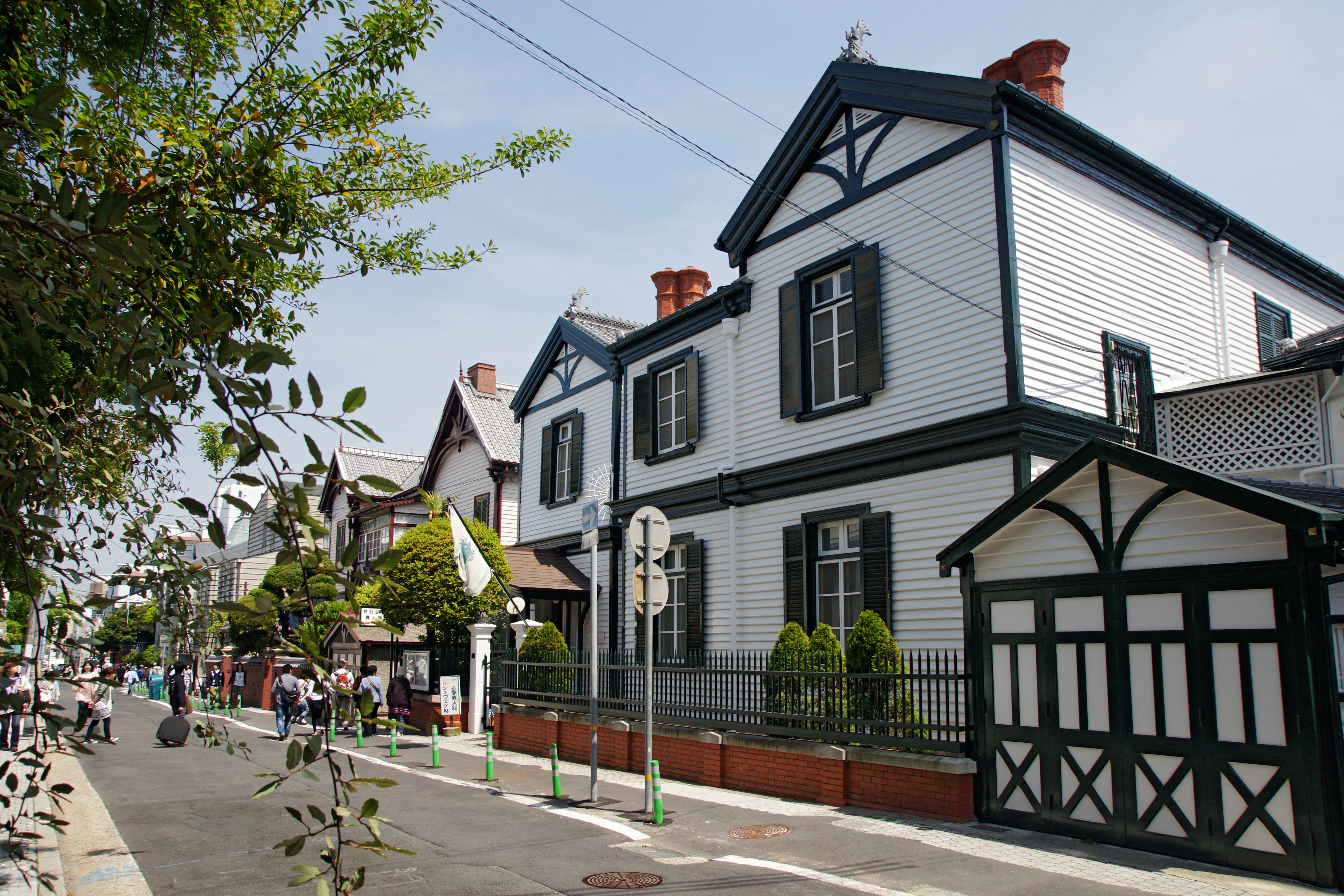
「異人館通り」と呼ばれる山本通

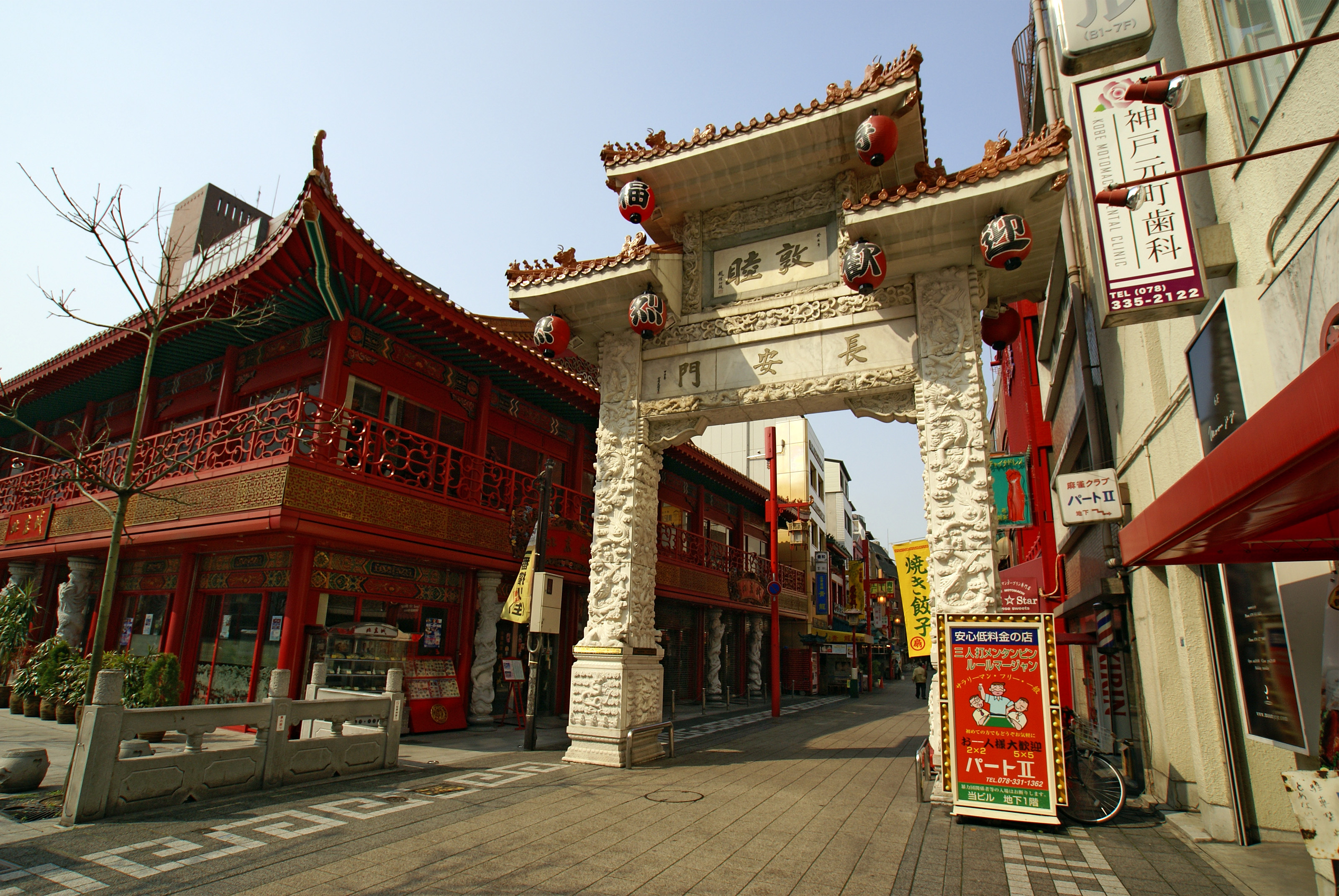
南京町の東の入口に当たる長安門。旧居留地西端の鯉川通に面している

前述のように1868年1月1日（慶応3年12月7日）の開港日の時点ではごくわずかな土地と設備が造成されたに過ぎなかった。明治政府は江戸幕府が諸外国と結んだ条約・取り決めを継承すると宣言していたが、江戸幕府は前述の1867年5月16日（慶応3年4月13日）締結「兵庫港並大坂に於て外国人居留地を定むる取極」（兵庫大阪規定書）において、居留地が手狭になった場合は居留地を拡張するか日本人が外国人に家屋を貸すことを認めていた。そのことから明治政府は1868年3月30日（慶応4年3月7日）、東は（旧）生田川、西は宇治川、南は居留地南の海岸、北は山辺（山麓）と区域を限った上で、外国人が居住することを認め、居住に際して借地、借家、家屋の購入および普請を行うことも認めた。この区域を雑居地と呼ぶ。雑居地の土地についてはごく初期を除いて外国人に対する永代借地権が認められず、期限（初めは5年に設定されたが、のちに25年に延長された）を定めた借地のみが認められた。雑居地は居留地の工事の遅れを受けて暫定的に設けられたものであったが、居留地の全区画が完成しても収容しきれないほどに居住者が増加したため、廃止した場合に居留地の拡張を要求されることを恐れた明治政府は居留地返還まで雑居地を存続させた。雑居地の面積は道路を除くと2万6756坪（約88,449平方メートル）であった（1885年（明治18年）末のデータ）。
清国人は、開港当初は母国が日本と条約を結んでいなかったため居留地に住むことができず、雑居地に居住した（1871年9月13日（明治4年7月29日）に日清修好条規が締結されて以降は、居留地内に居住することが可能になった）。その影響から居留地西側の雑居地には清国人街が形成された。日清修好条規締結後、居留地と周辺の雑居地に居住する清国人は増加していった。清国人は後述のように清国人は外国商館を通じて行われた貿易において「買弁」と呼ばれる仲立人を務めたほか、清国とのパイプを利用して同国向けのマッチの輸出において大きな枠割を果たした。
雑居地であった地域には外国人が居住していた住宅が多く残されており、「異人館」として観光の対象となっている。また南京町の中華街は、居留地時代に清国人街が形成された居留地西側の地域に存在する。雑居地において日本人が外国人を身近に接しながら暮らし、「生活レベルでの国際交流」が行われたことは、日本人と外国人が共生する「多民族・多文化共生都市」としての神戸市の原型を形成したと評価されている。

### 遊歩区域

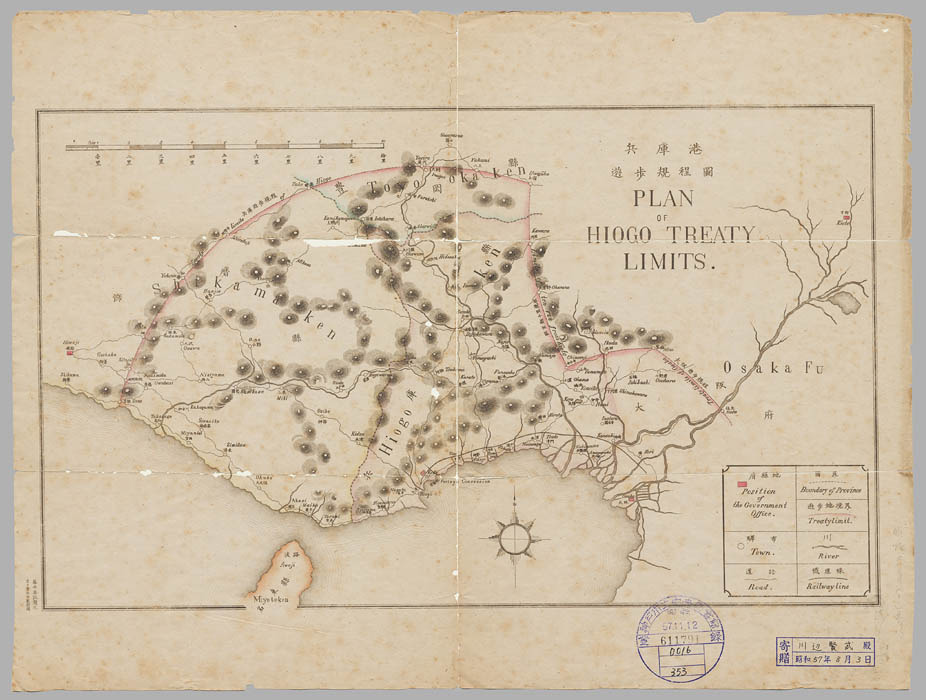
兵庫港遊歩規定図（1875年（明治8年）発行）。赤線内が遊歩区域

安政五カ国条約では居留外国人の行動範囲を規制する条項が盛り込まれ、居留外国人が移動可能な区域（遊歩区域）は兵庫県庁を基点とする10里以内の区域に限られることになった。1869年（明治元年/2年）、兵庫県は遊歩区域を具体化するべく「外国人遊歩規定」を定め、「10里以内」を路程にして10里以内と解釈し、東は川辺郡の小戸村・栄根村・平井村・中島村、西は印南郡の曽根村・阿弥陀村、南は海、北は川辺郡の大原野村、多紀郡の川原村・宿村・八上下村・犬飼村、多可郡の田高村・明楽寺村・横尾村を境界とした。しかし解釈を巡って外国側から「10里とは路程にして10里ではなく直径10里を意味する」と異議が出た結果、北と西の境界は川辺郡・印南郡・多紀郡・多可郡全域に変更された。遊歩区域外は「内地」と呼ばれ、居留外国人は保養と学術を目的とする場合に限って内地へ出ることが許され、その際には兵庫県庁発行の旅行免状を携帯することが義務付けられた。しかし実際には居留外国人が行楽などの目的で無断で内地へ足を伸ばすことも多く、しばしば兵庫県を悩ませた。なお、1899年（明治32年）の居留地返還と同時に外国人が日本国内に自由に居住・外出すること（内地雑居）が認められるようになった。

## 貿易

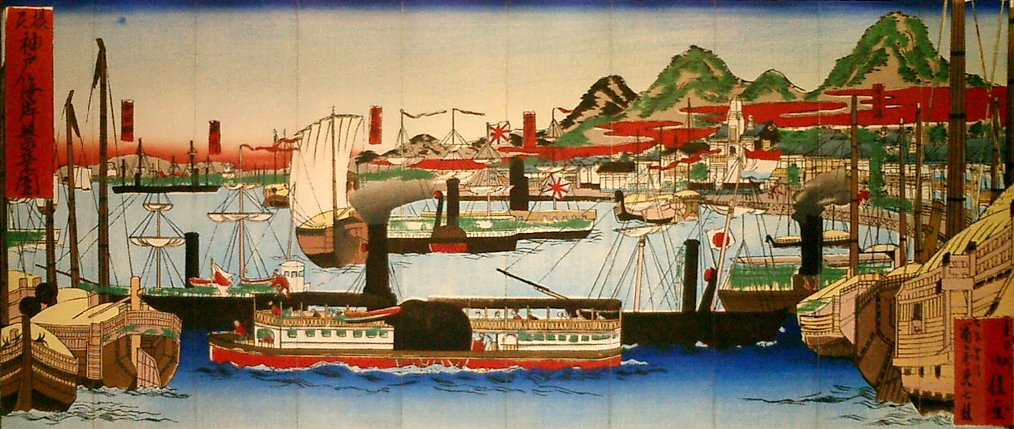
開港直後の神戸港を描いた浮世絵（長谷川小信（二代貞信）作『摂州神戸海岸繁栄図』）

兵庫港（神戸港）では開港直後から盛んに貿易が行われた。初期の貿易は日本人商人が納入した商品を外国人商人が輸出し、外国人商人が輸入した商品を日本人商人が購入するという方法で行われた。外国人は居留地外で輸出品を買ったり輸入品を売ることができず、一方日本人には開港当初、直接海外の貿易業者と取引を行うノウハウがなかったためである。このような、外国人商人を介した貿易を居留地貿易、または商館貿易という。外国人商人への商品納入や外国人商人からの商品購入を希望する日本人商人（前者を売込商、後者を引取商と呼んだ）は、日本人の番頭や「買弁」と呼ばれる清国人の仲立人を介して商談を行った。外国人商人側の人間の多くは高圧的・横暴で、他国との貿易に不慣れで海外情勢に疎い日本人が不利な取引慣行を押しつけられたり、買い叩きや値段のつり上げに遭うケースも多々あった。
しかし次第に日本の商人や商社が直接貿易業務を行うようになり、外国人商人の力は衰退していった。神戸港の貿易量に占める外国人商人が取り扱う貿易量の割合は当初100%であったが、居留地返還直前の1897年（明治30年）には65%に減少しており、さらに返還後の1907年（明治40年）には50%、1911年（明治44年）には40%に減少した。居留地返還後は外国人商人が旧居留地から撤退し、旧居留地内での事務所開設が可能となった日本の商社にとって代わられるようになった。1931年（昭和6年）の時点で、外国人が永代借地する旧居留地内の区画は126区画中47区画にまで減少した。
主要な輸出品は茶・米穀・マッチである。このうち茶については、初期は京都の茶が輸出され、次第に西日本一帯で生産された茶が集められ、輸出される仕組みが完成した。米穀は、後述のように神戸からの輸出米がロンドンの穀物市場における標準米となるほど輸出量が多かった。マッチは1870年代後半に神戸において本格的な製造が始まり、同時に海外への輸出が始まった。神戸港からのマッチの輸出額は明治10年代後半以降急速に増加し、全国のマッチ輸出額の9割以上を占めるまでに発展した。輸出先は当初は中国が中心であったがやがてオーストラリアやヨーロッパ・アメリカ大陸にまで拡大した。
一方、主な輸入品は金巾・綿ビロードなどの木綿類や毛織物であった。1896年（明治29年）には神戸市に住む高橋信治が14番地にあったリネル商会を通じてキネトスコープを輸入し、日本初の映画（活動写真）の公開を行っている。居留地返還直前の1894年（明治27年）以降明治を通じ、神戸港からの輸入額は日本の港の中で最も多かった。

## 文化

### 食文化

#### ラムネ

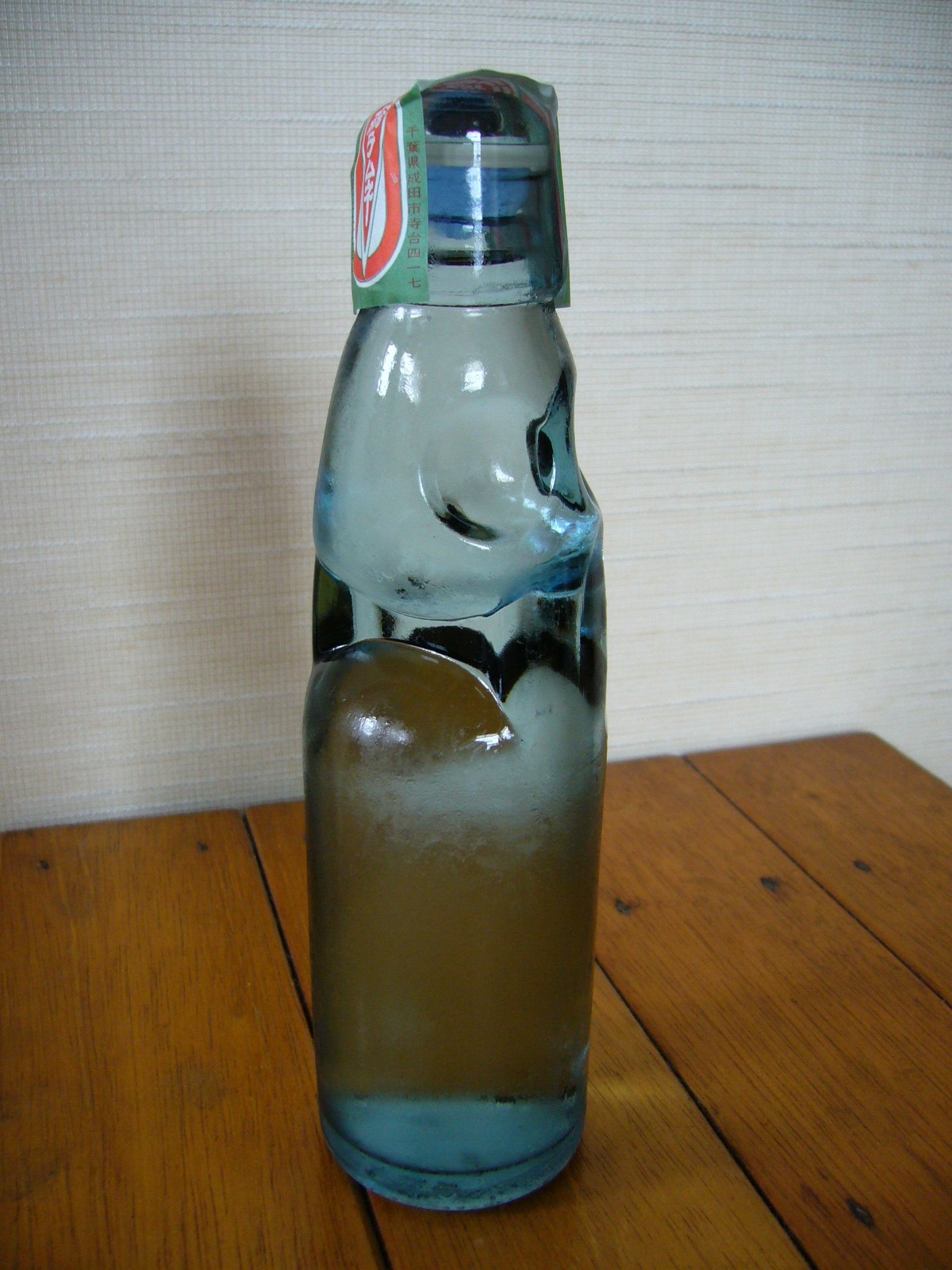
ラムネ

神戸外国人居留地はラムネ発祥の地といわれることがある。アレキサンダー・キャメロン・シムが経営するシム商会が、1884年（明治17年）頃に「18番」と呼ばれる（シム商会が居留地18番地にあったことに因む）ラムネの製造・販売を始めたが、「日本清涼飲料水工業発達史」には「神戸の A.Cシム商会が日本で最初のラムネだろう」と記されている。シムがラムネを売り出した当時、日本ではコレラが流行しており、1886年（明治19年）に横浜毎日新聞が「ガスを含有した飲料で感染が防げる」と報道したのをきっかけに売れ行きが伸び、当時の新聞報道（『大阪日報』）によるとシムのラムネは「払い底になった」。

#### 牛肉

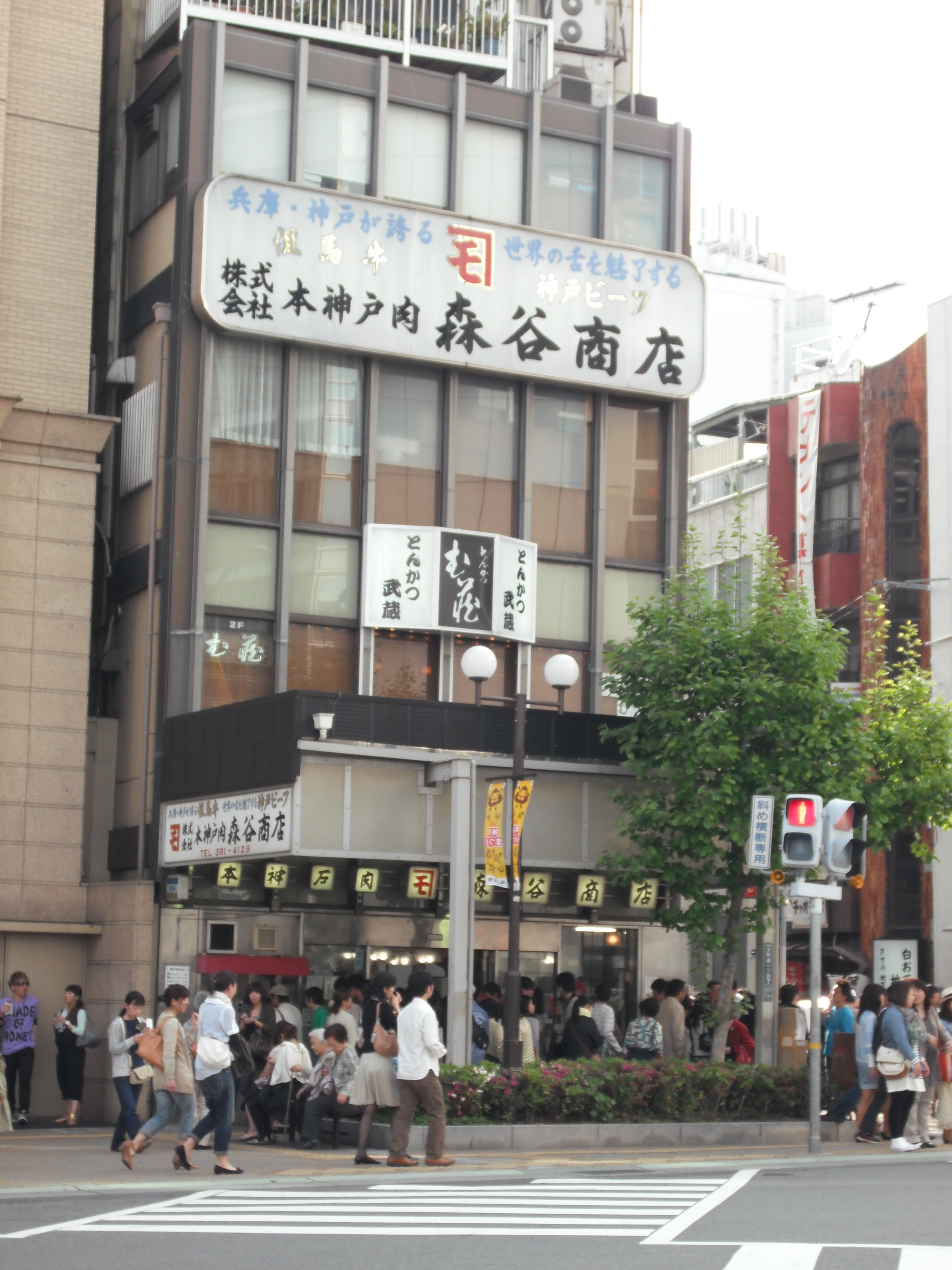
森谷商店。鯉川通沿いにある

兵庫開港以前、横浜居留地の商人が購入した丹波・丹後・但馬産の牛肉は外国人の間で高い評価を得ていた。そのため開港後、外国人は盛んにそれらの牛肉を求めたが、当時の日本では牛肉を食べる習慣がなく、計画的に牛肉を供給する仕組みはなかった。そこで外国人は自ら屠畜場や肉屋を開設した。初めにこれを実行したのは後述の実業家エドワード・チャールズ・キルビーで、詳しい時期は不明であるが旧生田川の東に屠畜場を借り、海岸通に肉屋を開設して牛肉の販売を行った。また、1868年（慶応4年/明治元年）にはテボールという名のイギリス人が旧生田川沿いに屠畜場を開設したという記録がある。1871年（明治3年/4年）に日本人が牛肉の供給に携わるようになり、1875年（明治8年）以降はほとんど日本人によって独占された（外国人は1894年（明治27年）に食肉業から完全に撤退した）。
居留地周辺では開港後間もない頃から、日本人が業として牛肉を取り扱い、食するようになった。1869年（明治元年/2年）に神戸元町で開業した肉なべ専門店「関門月下亭」は神戸最古の日本人経営の牛肉料理屋とされる。神戸最古の日本人経営の牛肉店は1871年（明治4年/6年）開店した大井肉店と本神戸肉森谷商店といわれる。大井肉店創業者の岸田伊之助は牛肉の味噌漬けや佃煮など西洋にはない独自の調理法を考案した。1870年代の終わりには鈴木清が醤油と砂糖で味付けした牛肉の缶詰を開発し、全国的なヒット商品となった。

#### 洋菓子
洋菓子は開港後、居留外国人や旅行者向けに作られるようになった。1882年（明治15年）に雑居地の元町3丁目で創業した二宮盛神堂が、神戸初の洋菓子店とされる。さらに同年刊行された『豪商神兵湊の魁』には、相生橋の三国堂が洋菓子店として紹介されている。1897年（明治30年）、吉川市三が東京南鍋町の風月堂からのれん分けを許され元町に創業した神戸風月堂は、神戸初の本格的な洋菓子店とされ、開店当初からカステラ、ワッフル、シュークリーム、キャンディー、チョコレートといった洋菓子が販売されていた。

### キリスト教

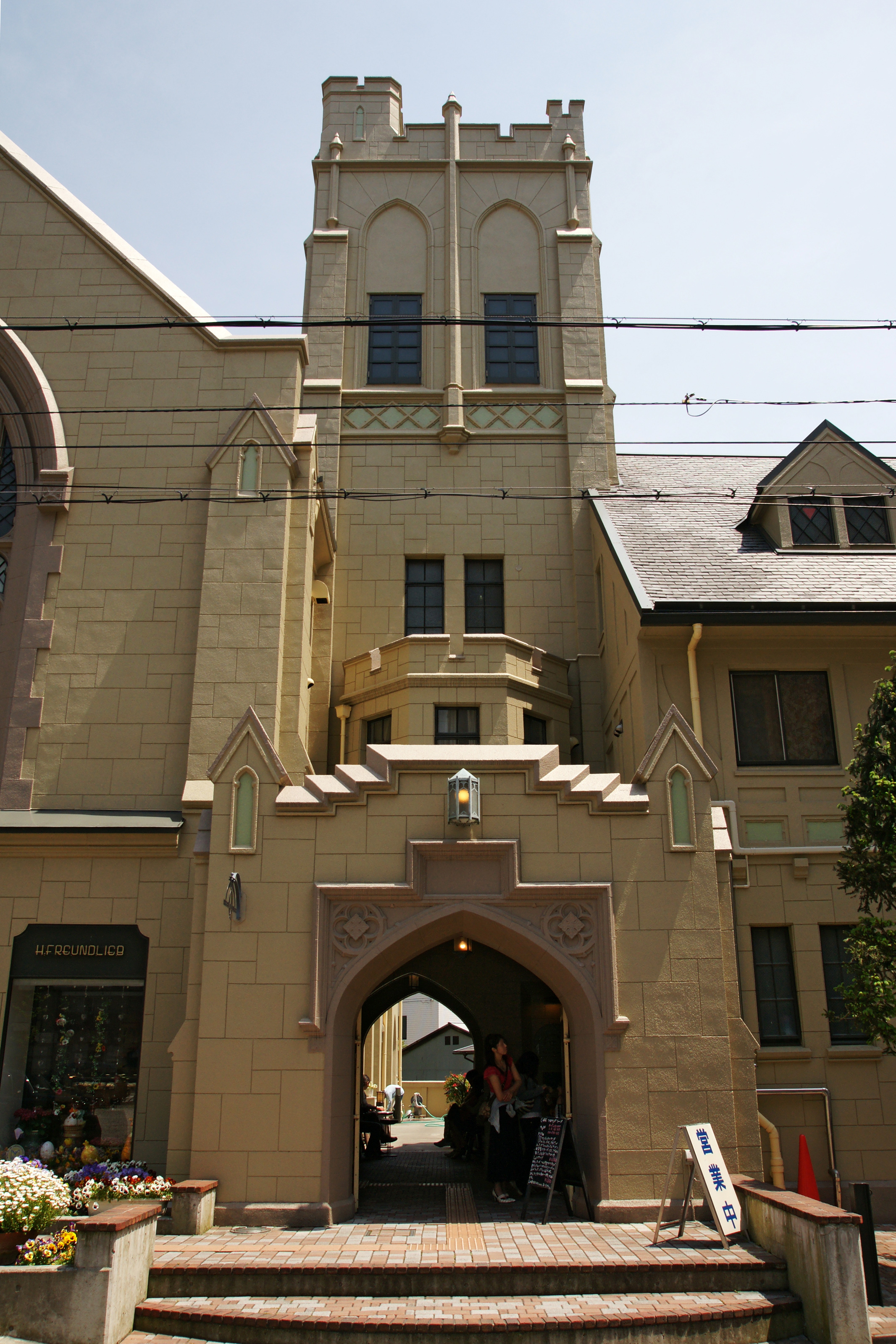
旧神戸ユニオン教会

明治政府は江戸幕府によるキリスト教禁制を踏襲し、1873年（明治6年）2月24日にキリスト教禁制の高札を撤去するまでの間キリスト教を禁じた。しかし安政五カ国条約により外国人には信教の自由が認められたため、居留地内では開港当初から宣教師により盛んに宗教活動が行われた。
1868年8月9日（慶応4年6月21日）、パリ外国宣教会の宣教師ピエール・ムニクウが西国街道（後の元町通）沿いの仮礼拝所において毎週日曜日にカトリックの定期的な礼拝を執り行うようになった。翌1869年3月（明治2年1月/2月）、ムニクウは37番地に司祭館を建設し、毎週日曜日に定期的な礼拝を執り行うようになった。ただし居留外国人にはプロテスタントを信仰する者が多く、参加者はそれほど多くなかったとされる。続けてムニクウは37番地に礼拝堂を建設し、翌1870年4月17日（明治3年3月17日）に献堂式が行われた。この礼拝堂は1923年（大正12年）に中山手通1丁目に移設され（中山手教会）、カトリック神戸中央教会のルーツの一つとなっている。
1870年5月22日（明治3年4月22日）、アメリカン・ボードの宣教師ダニエル・クロスビー・グリーンが18番地でプロテスタントの定期的な礼拝を執り行うようになった。グリーンは教会の建設運動を行い、1872年（明治4年/5年）、48番地に教会（ユニオン教会。1928年（昭和3年）葺合区生田町4丁目に移転（旧神戸ユニオン教会）。）が完成した。ユニオン教会では1876年（明治9年）から1898年（明治31年）にかけて聖公会の礼拝も行われた。
聖公会の礼拝は1873年（明治6年）から行われるようになった。前述のように1876年（明治9年）から1898年（明治31年）にかけては48番地のユニオン教会で礼拝が行われ、1898年（明治31年）に下山手通3丁目にオール・セインツ教会が完成した後は同教会で行われるようになった。オール・セインツ教会は太平洋戦争中に焼失し、再建されることはなかった。

### 音楽
海岸沿いの通りや内外人公園（後の東遊園地）、神戸レガッタアンドアスレチッククラブ（KRAC。後述）の体育館、西町公園では様々な音楽活動が行われた。活動の主体としては各国の軍楽隊や私設の音楽隊、プロおよびアマチュアの演奏家が挙げられ、演奏会のほか舞踏会、スポーツ大会などで演奏を行った。KRAC は体育館の運営費用を賄うため、年1回ないし3回、演劇と併せてコンサートを催した。

### スポーツ

#### 居留外国人が行ったスポーツ
居留外国人は様々なスポーツを行った。多くはスポーツ組織（クラブ）の下で行われ、中でも神戸レガッタアンドアスレチッククラブ (KRAC) の下で行われたスポーツは多岐にわたる。

#### スポーツ組織

##### ヒョーゴ・オーサカ・レースクラブ
1869年3月1日（明治2年1月19日）、神戸外国人居留地初のスポーツ組織であるヒョウゴ・レース・クラブ（HRC。後にヒョーゴ・オーサカ・レースクラブ (HORC) と改称。以下 HORC と表記）が発足した。HORC は同年生田神社と旧生田川の間の土地に常設の競馬場を建設し、定期的に競馬を開催するようになった。HORC は日本レース・倶楽部と人馬の交流を行うなど活発に活動したが、その後財政状態が悪化し、借地料支払い不能に陥って競馬場を失い1877年（明治10年）11月に解散した。

##### 神戸クリケットクラブ（兵庫クリケットクラブ）
イギリス人の居留民が多かった神戸外国人居留地では、同国の伝統的なスポーツであるクリケットの愛好家が開港当初から盛んに活動していた。1870年1月19日（明治3年12月18日）、前年10月16日（明治2年9月12日）にイギリス軍人のチームを相手に試合を行った居留外国人チームの主力メンバーが中心となり、兵庫クリケットクラブ (HCC) が設立された（翌1871年（明治3年/4年）に神戸クリケットクラブ (KCC) と改称。以下 KCC と表記）。KCC は長らくグラウンドやメンバーの確保に苦しみ目立った活動を行うことができずにいたが、1877年（明治10年）5月に内外人公園（後の東遊園地）が完成して以降は活動が活発となり、同公園内で毎週のように試合を行った。1893年（明治26年）以降は野球の試合も行うようになった。KCC は第二次世界大戦期まで存続した。

##### 神戸レガッタアンドアスレチッククラブ

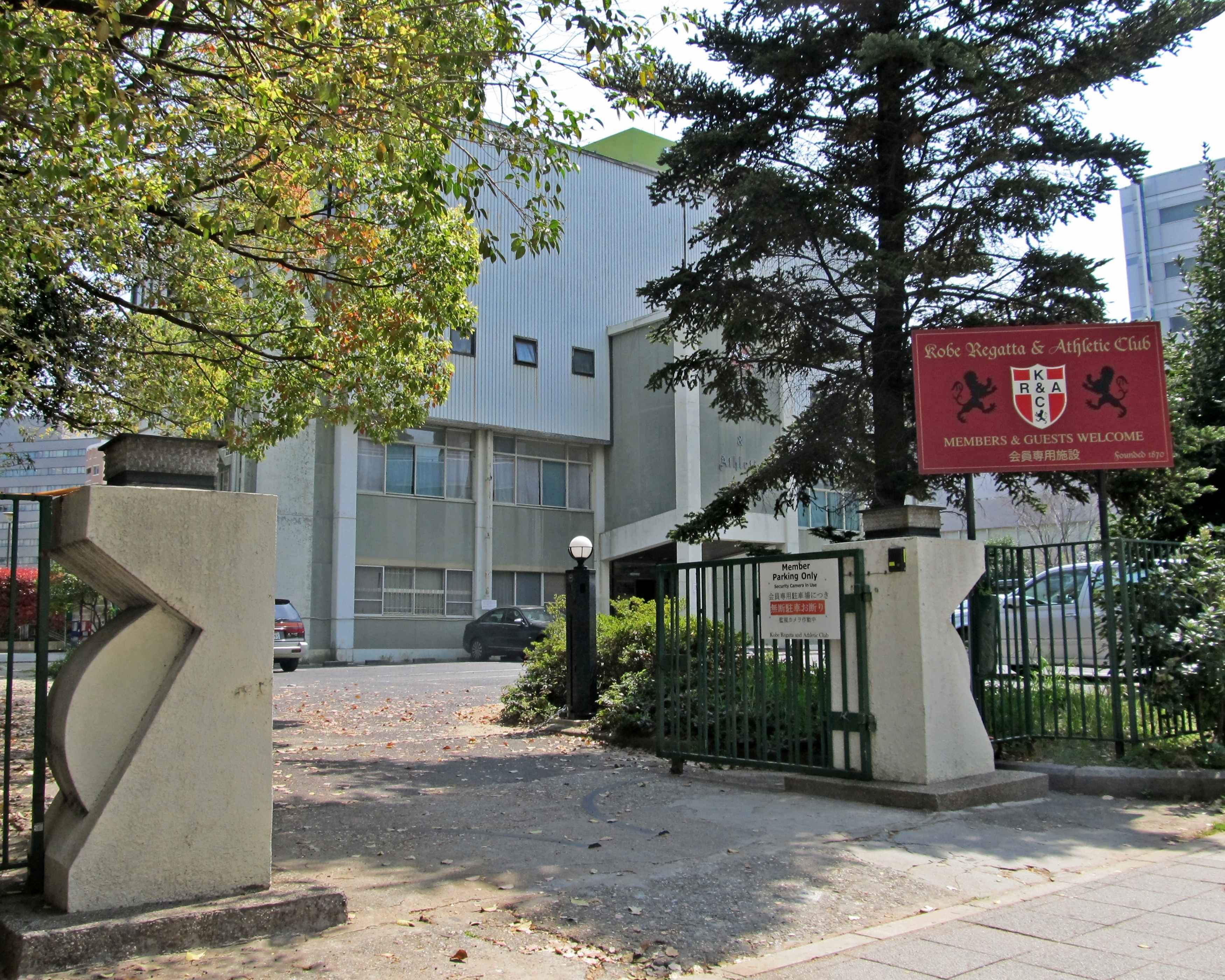
神戸レガッタアンドアスレチッククラブ

神戸レガッタアンドアスレチッククラブ (KRAC) は、1870年9月23日（明治3年8月28日）にアレキサンダー・キャメロン・シムの提唱により発足したスポーツクラブである。KRAC は発足当初から居留地東部にグラウンドを確保し、発足から3か月後の1870年12月（明治3年閏10月/11月）にボートハウスと体育館を、1871年6月（明治4年4月/5月）に水泳場を完成させるなど順調に活動を開始した。KRAC の会員が競技するスポーツはレガッタ・陸上競技・ラグビー・テニス・水泳・水球・ライフル射撃など多岐にわたった。1871年（明治3年/4年）、KRAC は横浜居留地において横浜ボート・クラブ、日本ローイング・クラブとレガッタの対抗戦を行った。これがきっかけとなって神戸と横浜のスポーツクラブとの間で定期的にレガッタ・陸上競技・クリケット・フットボール（ラグビー・サッカー）などの対抗戦（インポートマッチ）が開催されるようになった。インポートマッチは第二次世界大戦中の一時期を除き、居留地返還後も続けられている。
KRACの体育館は会員以外にも開放され、KRACのクラブハウスとしてだけではなく、居留地内の市民ホールとしても機能した。この体育館は劇場としても使用され、「体育館劇場」、「居留地劇場」などと呼ばれた。KRAC は単なるスポーツ組織ではなく、スポーツを通じて居留外国人の親睦を深めるという役割を果たし、ボランティア活動などの社会活動を行った。

#### 内外人公園

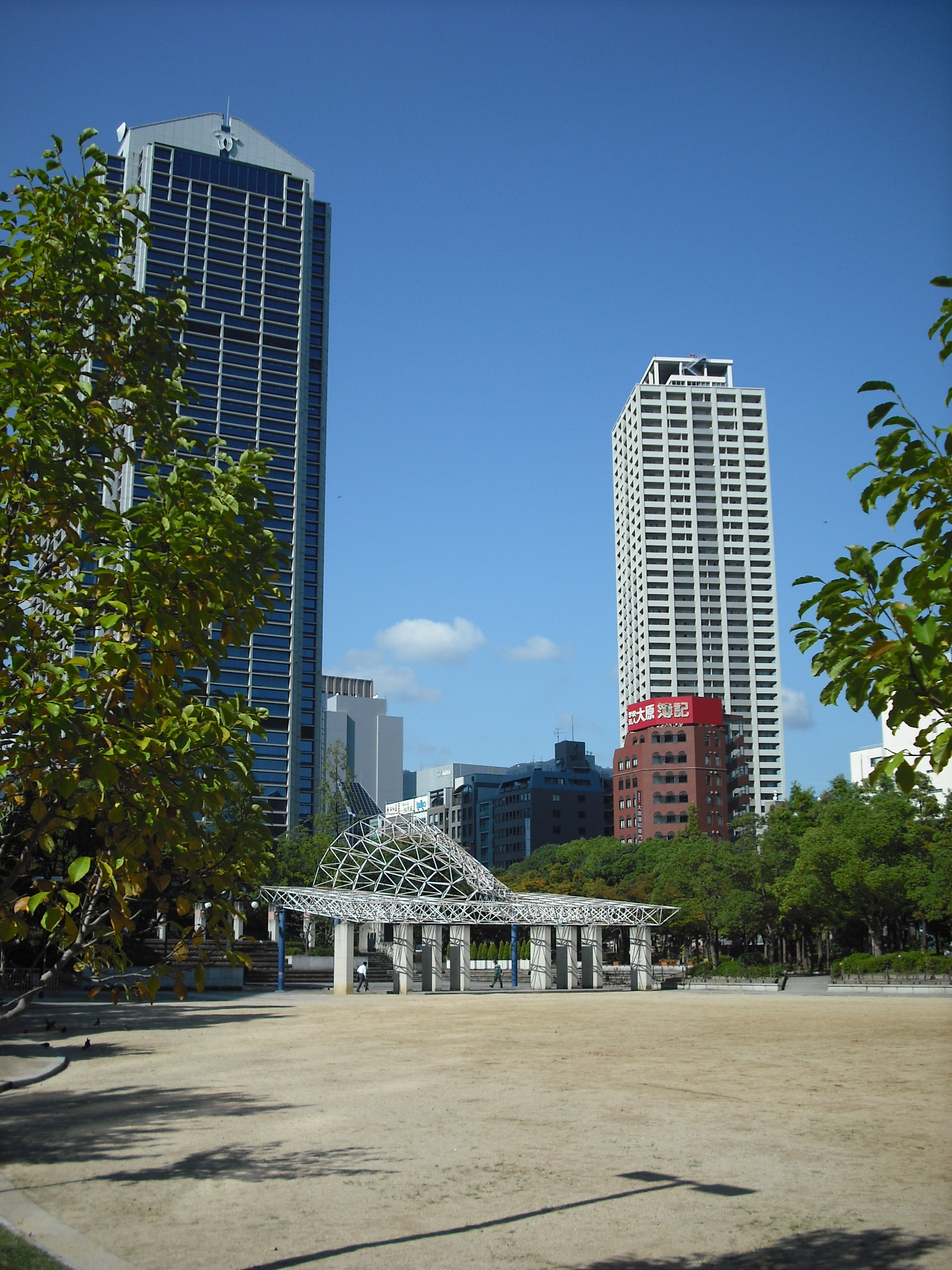
東遊園地グラウンド

開港直後の1868年（明治元年）クリスマスに、区画整理が遅れていた居留地東北部に設けられた馬場で競馬が催された。この開催を契機に競馬の他にクリケット・陸上競技などのスポーツが同地で行われるようになった。ただし居留外国人にとってこれはあくまでも区画整備が完了するまでの仮のグランドであり、スポーツを行うことができる正式なグラウンド設置を求める声が上がった。居留外国人には日本政府がグラウンドの設置を保証しているという認識があり、1871年4月29日（明治4年3月10日）から同年7月26日（明治4年6月9日）にかけて行われた旧生田川の付け替え工事に伴って居留地東側に広大な土地が出現すると、居留外国人の間ではその土地を利用してグラウンドが設置されると噂されるようになった。
1872年2月（明治4年12月/明治5年1月）、居留外国人の一部が独断で土地の一部に棒杭を打ち込んで所有権を主張するという行動に出た。日本政府はこの行動に反発したが、交渉の結果1874年（明治7年）11月、外国人と日本人が共同利用する公園という形でグラウンドの設置を認めた。建設費と維持費は外国人側の負担となったが、開港から約10年をかけて居留外国人はグラウンドを手に入れることができた。公園は1877年（明治10年）5月に完成し、内外人公園と名付けられた。
内外人公園のグラウンドは芝生のグラウンドであった。内外人公園で居留外国人がラグビー・テニスなどに興じている姿を日本人が目にしたことは、それらの競技が周辺に普及するきっかけとなったと評価されている。内外人公園は1899年（明治32年）の居留地撤廃に伴って日本に返還され、神戸市が管理する公園（加納町遊園地、1922年（大正11年）に東遊園地と改称）となった。公園が持つスポーツを行うためのグラウンドとしての機能は居留地返還後も、1962年（昭和37年）に磯上公園（神戸市中央区八幡通）に移されるまで約90年にわたって維持された。

### 外字新聞

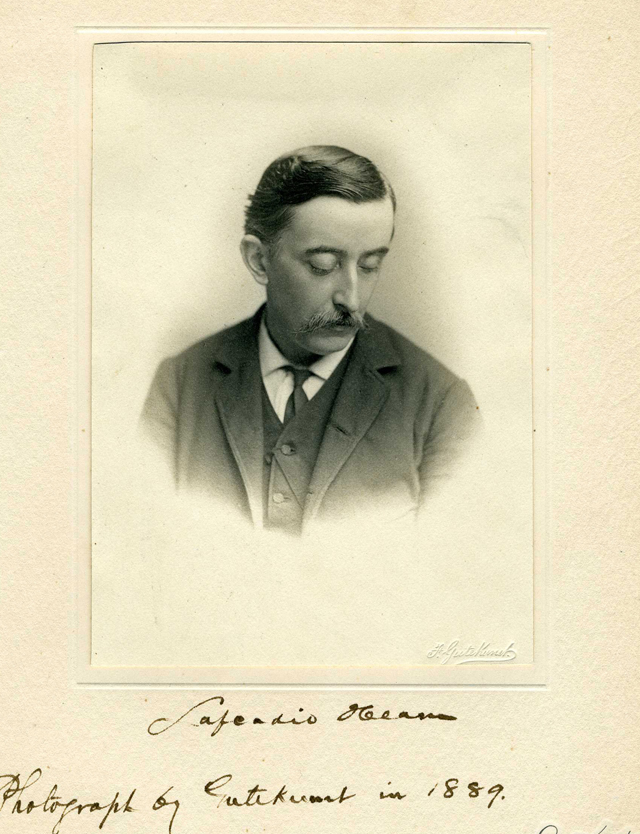
小泉八雲（ラフカディオ・ハーン）

神戸外国人居留地で最初に発行された外字新聞は、A・T・ワトキンスが創刊した「ヒョーゴ・アンド・オーサカ・ヘラルド」で、第1号の発行は1868年1月4日（慶応3年12月10日）である。続いて同年4月23日（慶応3年4月1日）には「ヒョーゴ・アンド・オーサカ・ヘラルド」で植字工をしていたフィロメーノ・ブラガによって「ヒョーゴ・ニュース」が創刊された。やがて「ヒョーゴ・アンド・オーサカ・ヘラルド」は購読料の安い「ヒョーゴ・ニュース」に押され数年のうちに廃刊となった。
1888年（明治21年）に入り A・W・クイントンにより「コーベ・ヘラルド」が、1891年（明治24年）10月2日にはロバート・ヤングにより「コーベ・クロニクル」が創刊された。「コーベ・クロニクル」では後述のように小泉八雲（ラフカディオ・ハーン）が社説を執筆したこともある。居留地返還直後の1899年（明治32年）、「コーベ・クロニクル」は「ヒョーゴ・イヴニング・ニュース」と改称していた「ヒョーゴ・ニュース」を買収して社名を「ジャパン・クロニクル」に改め、神戸のみならず日本において最大の発行部数を記録する外字新聞に成長した。
「コーベ・ヘラルド」は1926年（大正15年/昭和元年）に「コーベ・ヘラルド・オーサカ・ガゼット」と改称したがその後まもなく廃刊した。「ジャパン・クロニクル」は太平洋戦争中の1942年（昭和17年）1月に廃刊した。

### 社交クラブ

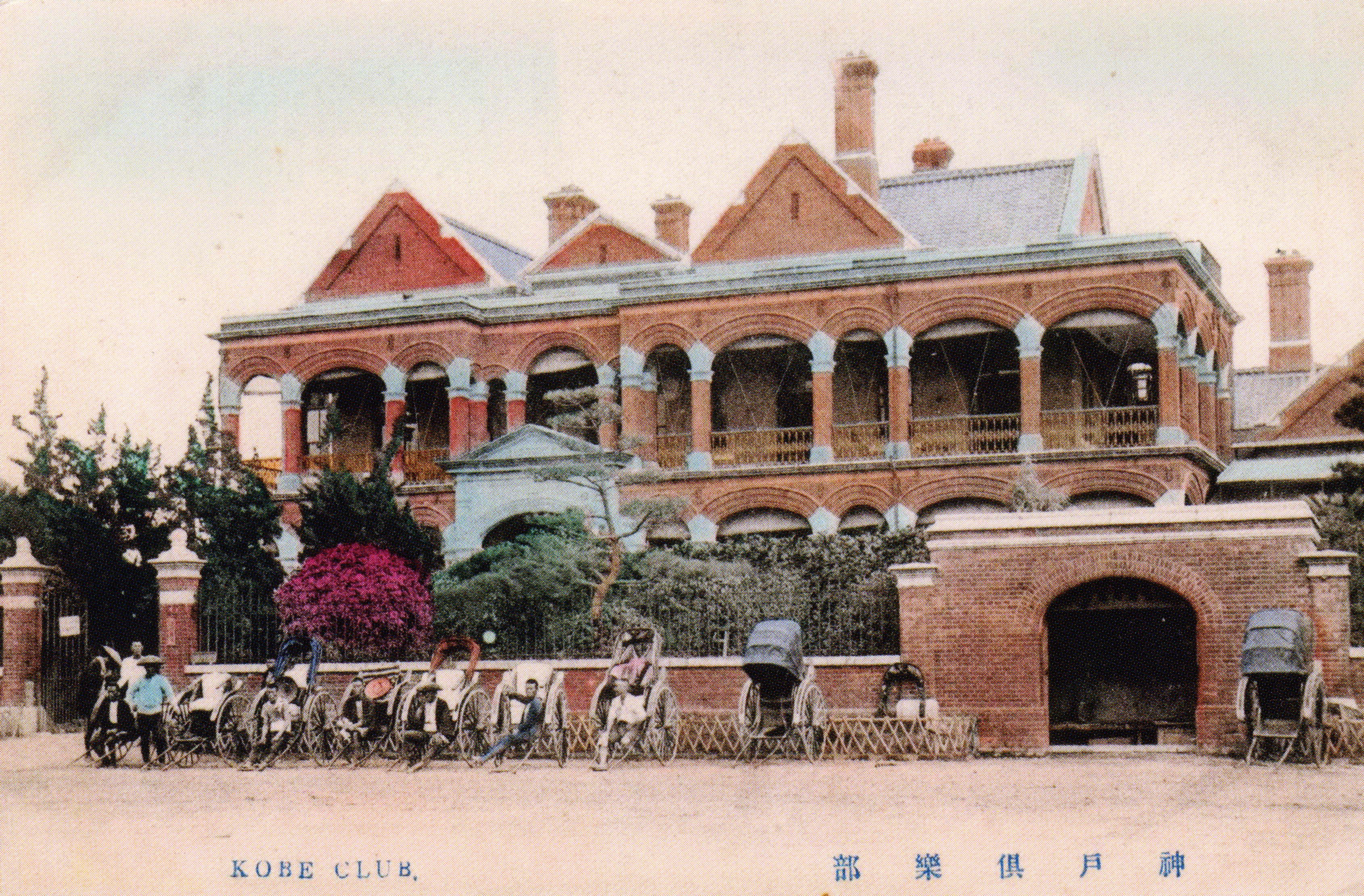
神戸倶楽部の建物（1890年（明治23年）竣工）

神戸外国人居留地には2つの社交クラブが存在した。一つは1868年（慶応4年/明治元年）にドイツ人の居留民が設立したクラブコンコルディアである。クラブコンコルディアはドイツ人のみが入会できる社交クラブであったが、居留地の東端に建設した施設の維持費を賄うためにドイツ人以外の入会も認めるようになり、オランダ人・ノルウェー人・スウェーデン人などが入会した。
もう一つは1869年5月5日（明治2年3月24日）にアメリカ人とイギリス人が中心となって設立されたユニオンクラブ（インターナショナルクラブともいう。後の神戸外国倶楽部）である。ユニオンクラブにはアメリカ人・イギリス人のほかフランス人・イタリア人などが入会した。ユニオンクラブは居留地内の建物（初めは31番地、次いで32番地、79番地（オリエンタルホテルの地下。1870年（明治3年）に本拠を置いて活動した。
ドイツ帝国成立後、クラブコンコルディア内部でドイツ人会員と非ドイツ人会員との対立が生じ、非ドイツ人会員が大量に脱会する事態となった。資金難に陥ったクラブコンコルディアは施設をユニオンクラブに売却し、1881年（明治4年）頃、ユニオンクラブと入れ替わりに79番地のオリエンタルホテル地下に本拠を移した。第一次世界大戦が勃発するまでの間、2つのクラブの関係は良好で、1890年代にオリエンタルホテルが火災により焼失した際にはクラブコンコルディアの会員がユニオンクラブの施設を利用できるよう、ユニオンクラブが配慮を示している。ユニオンクラブ（神戸外国倶楽部）は居留地返還後も活動を続けている。

### 関帝廟

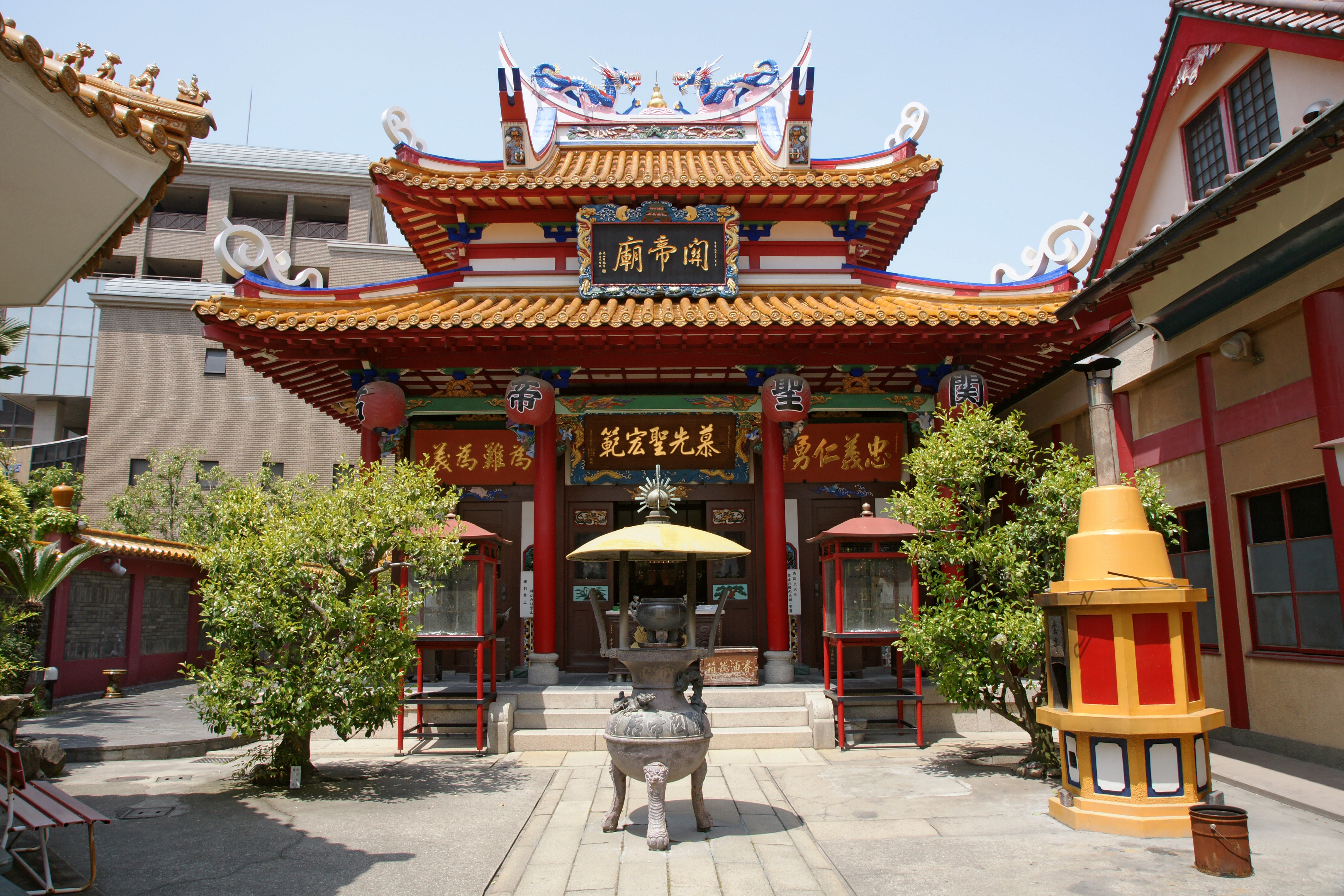
再建された関帝廟

関帝廟は華僑・華人にとって商売繁盛や家内安全を祈願する場であり、精神的な拠り所である。清国人は雑居地内の2箇所に関帝廟を建立した。一つは1888年（明治21年）、清国人の有力者藍卓峰、鄭萬高、麦少彭らが大阪府河内郡布施村の廃寺、慈眼山長楽寺を移設する形で中山手通7丁目に建立したものである。長楽寺の本尊は十一面観世音菩薩であったが、移設に伴い関帝、天后聖母などが合祀された。この関帝廟は居留地返還後の1945年（昭和20年）6月に空襲により焼失したが、1947年（昭和22年）に再建され、台湾から輸入された関帝像が設置された。もう一つは同じく1888年（明治21年）に加納町2丁目に建立されたもので、同じく1945年（昭和20年）6月に空襲により焼失し、再建されることはなかった。なお、中山手通6丁目にあった中華会館にも関帝像が安置されており、中華会館は関帝廟と呼ばれていた。
再建された関帝廟では毎年旧暦7月14日から16日にかけて水陸普度勝会（盂蘭盆）がとり行われており、1997年（平成9年）10月に神戸市の地域無形民俗文化財（第一号）に認定された。

## 医療
居留外国人は開港当初から居留地の衛生状態の悪さを強く問題視していた。チフスに罹る者が多く、さらに天然痘やコレラの蔓延が懸念された。1869年（明治2年）5月には兵庫県が宇治野村（後の神戸市中央区下山手通2丁目）に日本人だけでなく外国人も受け入れる病院として兵庫県病院（神戸病院。後の神戸大学医学部附属病院）を開院させたが、1年あまりで医療レベルの低さが喧伝されるようになり、外国人の間からは自前の病院設立を求める声が高まった。
外国人側は日本人と共同利用する病院の設置を模索したが兵庫県側の反応は芳しくなく、1871年2月（明治4年1月）になって寄付金を基に単独で兵庫国際病院（神戸万国病院。後の神戸海星病院）を設立することを決めた。1872年7月（明治5年5月/6月）に兵庫国際病院の医事監督に就任したジョン・カッティング・ベリーは外国人だけでなく日本人も診察する方針を採った。設立当初の兵庫国際病院は生田神社近くの民家を借りたものであったが設備面の不備を指摘する声が上がり、1874年（明治7年）に新たな病院が山本通1丁目に建設された。

## 居留外国人

### 居留外国人数
居留地（後述の雑居地を含む）に居留した外国人の人数は以下の通りである（国籍別）。
| 年     | イギリス | アメリカ | ドイツ | フランス | オランダ | 清   | その他 | 合計 |
| ------ | -------- | -------- | ------ | -------- | -------- | ---- | ------ | ---- |
| 1871年 | 116      | 不明     | 36     | 19       | 36       | 240  | 不明   | 不明 |
| 1878年 | 230      | 52       | 50     | 11       | 26       | 619  | 28     | 1016 |
| 1880年 | 194      | 63       | 42     | 10       | 10       | 517  | 22     | 858  |
| 1885年 | 144      | 37       | 42     | 12       | 11       | 630  | 27     | 903  |
| 1890年 | 310      | 87       | 87     | 59       | 13       | 1432 | 51     | 2039 |
| 1895年 | 449      | 121      | 177    | 29       | 15       | 988  | 129    | 1908 |

### 主な居留外国人

#### 実業家

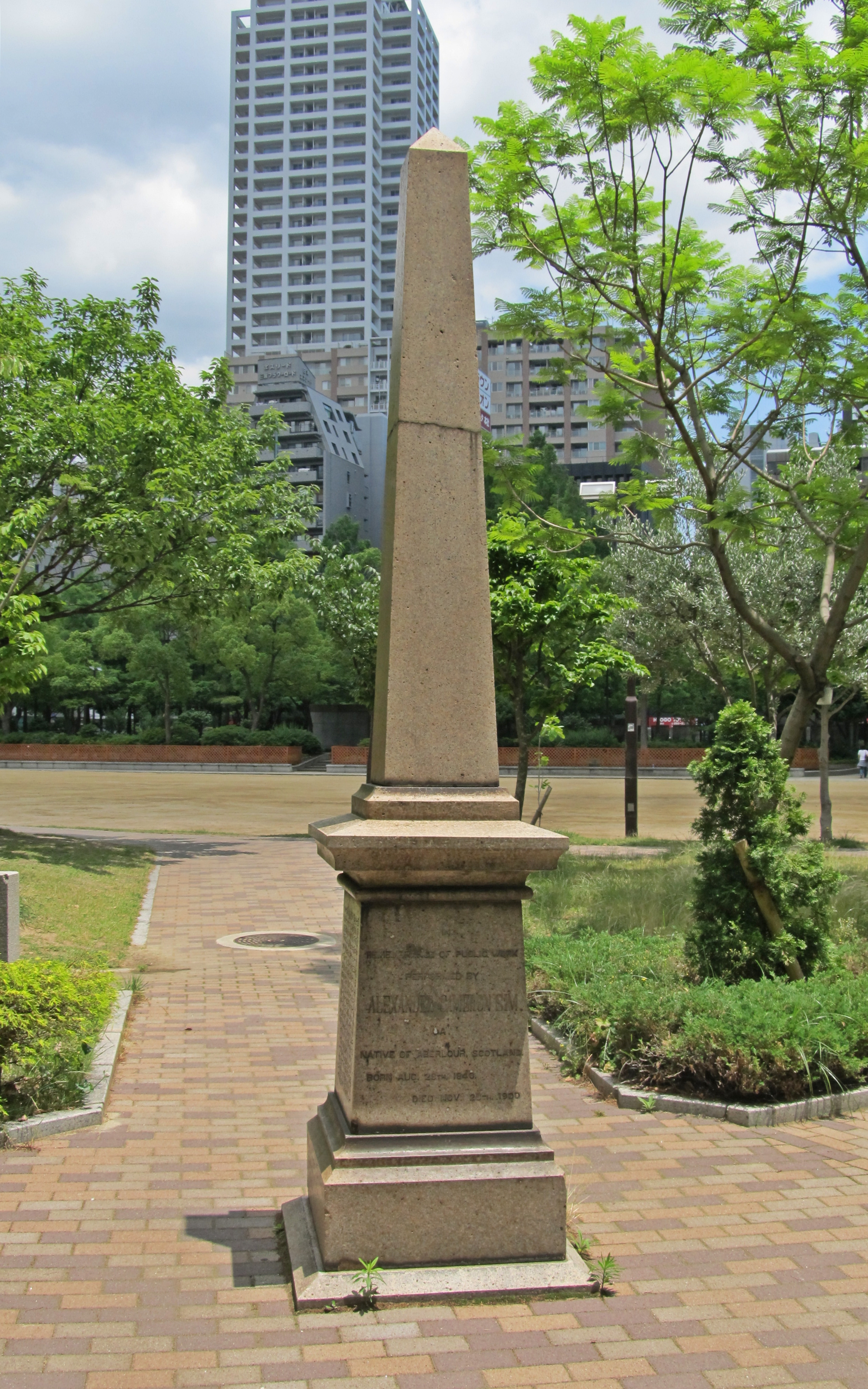
東遊園地にあるアレキサンダー・キャメロン・シムの顕彰碑

アレキサンダー・キャメロン・シムは1870年（明治2年/3年）に神戸に移住し、薬剤師として居留地内の薬局（レウェリン商会）に勤務した後、居留地18番にシム商会を設立した。シムは前述のように日本初ともいわれるラムネを製造・販売し、神戸レガッタアンドアスレチッククラブ (KRAC) の設立を提唱した人物であるが、その他にも居留地内で住民が自主的に結成した消防隊の隊長を勤め、防災活動に力を注いだことでも知られる。シムは自宅近くの公園（西町公園）に設けられた火の見櫓に登り、見張りをした。就寝時も出動に備えて消防服とヘルメット、手斧を枕元に置き、消防隊長を務めた間、シムが出動しなかった火事はほとんどなかったと伝えられている。居留地返還に伴って消防隊が消防組として神戸市へ移管された後、シムは消防組名誉顧問に就任し、特別に消防組を指揮する権限が与えられた。シムは居留地会議の副議長も務め、居留地返還時に行われた返還式に病気の居留地会議議長に代わって出席し、引継目録と引継書への調印・署名を行っている。

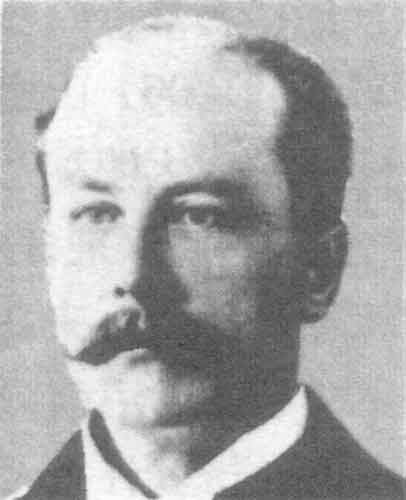
アーサー・ヘスケス・グルーム

トーマス・ブレーク・グラバーが設立したグラバー商会に勤めていたアーサー・ヘスケス・グルームは1868年（慶応4年/明治元年）、支店開設のため神戸を訪れた。グルームは1871年（明治3年/4年）、グラバー商会の同僚ハイマンと共同で居留地101番にモーリヤン・ハイマン商会を設立し、日本茶の輸出とセイロンティーの輸入を手掛けた。グルーム1895年（明治28年）に息子の名義で六甲山の山頂に借りた土地に別荘を建てると、さらに同山の土地を別荘地として外国人に分譲し、同山開発の礎を築いた。グルームはスポーツマンとしても知られ、前述の神戸クリケットクラブと神戸レガッタアンドアスレチッククラブの設立に関与した。グルームが1901年（明治34年）に六甲山に開設した4ホールのプライベートゴルフコースは日本初のゴルフコースであり、居留地返還後の1903年（明治36年）に会員制のゴルフ場（神戸ゴルフ倶楽部）に発展した。1897年（明治30年）から1916年（大正5年）にかけて前述のオリエンタルホテルを経営する会社の社長を務めたこともある。
エドワード・チャールズ・キルビーは開港直後にキルビー商会を設立し、機械や雑貨の輸入業を営んだ。1869年（明治元年/2年）、キルビーはイギリス人2名と共同経営で小野浜鉄工所を設立し、さらに単独で小野浜造船所を設立、造船業を営んだ。小野浜造船所は1882年（明治15年）に日本初の鉄製蒸気船である「第一太湖丸」（琵琶湖の鉄道連絡船）を建造するなど神戸における造船業の発展に大きく貢献したがその後経営難に陥り、キルビーは1884年（明治17年）に自殺した。

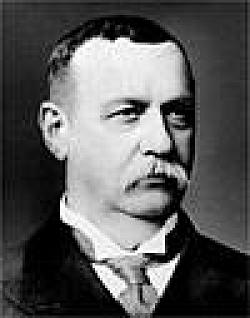
エドワード・ハズレット・ハンター

キルビー商会に勤務していたエドワード・ハズレット・ハンターは同商会から独立後の1874年（明治7年）、居留地29番館にハンター商会を設立し、貿易業を営んだ。さらにハンターは1879年（明治12年）に大阪の材木商・門田三郎兵衛の協力を得て大阪安治川の河口に大阪鉄工所（日立造船の前身）を設立し、造船業にも進出した。ハンターは1883年（明治16年）に当時の技術では困難といわれた木造乾ドックの建造に成功し、大阪鉄工所を関西を代表する造船所に成長させることに成功した。ハンターは多角経営によって事業を軌道に乗せた。1882年（明治15年）に日本政府がとったデフレ政策の影響で大阪造船所の経営が行き詰まった際には精米の輸出事業によって得た収益で窮状を凌いだが、この時ハンターが外国に輸出した精米は年間1万トンを超え、ロンドンの穀物市場では神戸からの輸入米が価格形成における標準米となった。晩年のハンターは事業を息子の範多龍太郎に譲り、居留外国人による不平等条約の改正に賛成する決議のとりまとめに尽力するなど、日本人と外国人の交流の深化に努めた。
トーマスとジョンのウォルシュ兄弟は開港直後に神戸に移住し、ウォルシュ商会（後にウォルシュ・ホール商会に改名）を設立して貿易業を営んだ。ウォルシュ・ホール商会は当時の欧米で製紙の材料にされていた木綿を日本で買いつけて輸出する事業を手掛けた。当時木綿は石灰で固めて輸出されていたが、輸送中に木綿に含まれる水分と化学反応を起こして発熱・発火する事故が多発していた。そこでウォルシュ・ホール商会は木綿をパルプ状にして輸送することを発案し、大きな収益を得た。さらにウォルシュ兄弟は三宮に製紙工場（神戸製紙所。三菱製紙の前身）を建設して製紙業も手掛けた。

#### 著作家

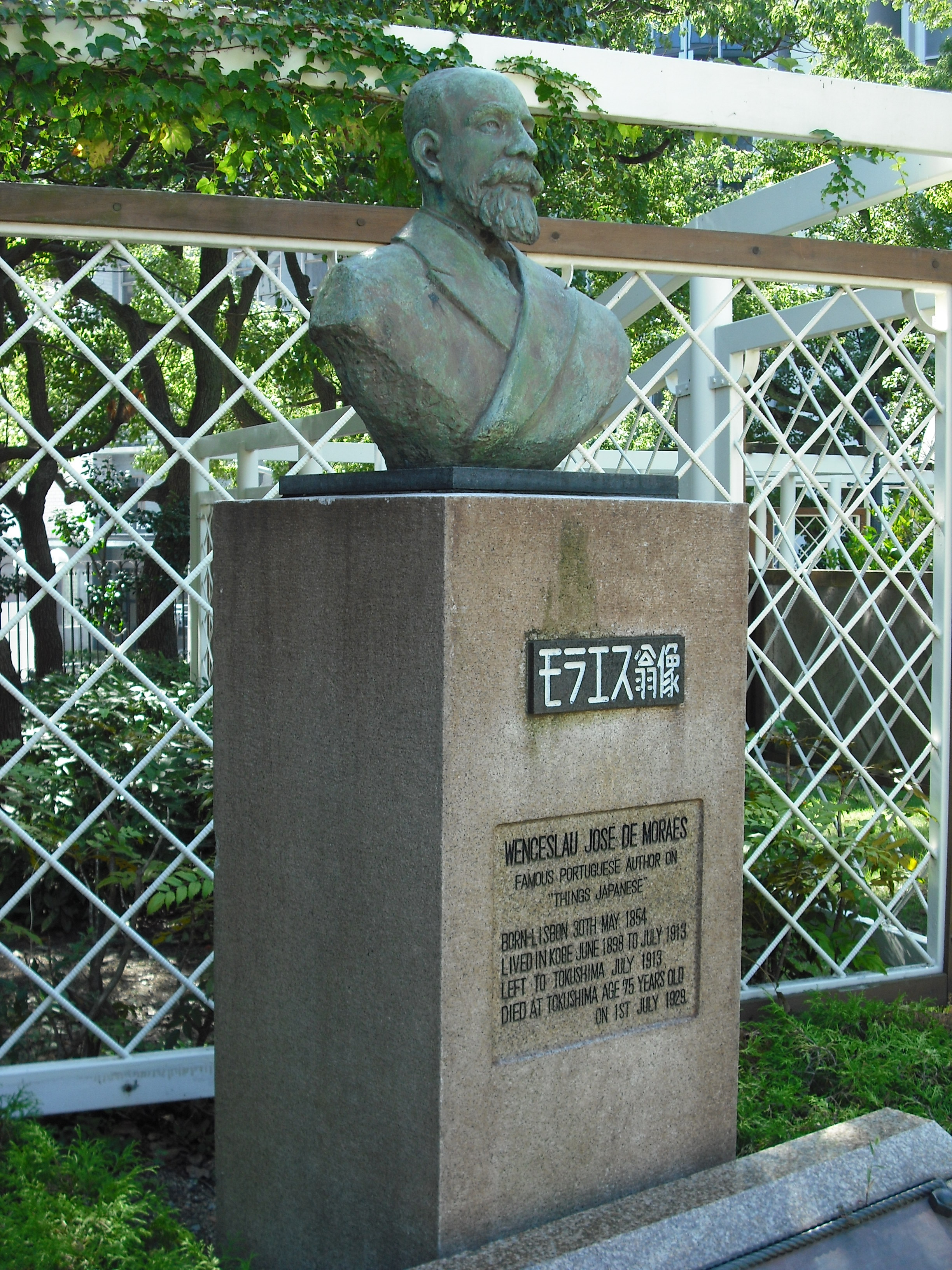
東遊園地にあるモラエスの銅像

小泉八雲（ラフカディオ・ハーン）は1894年（明治27年）から1896年（明治29年）までの間、神戸外国人居留地で活動した。小泉はバジル・ホール・チェンバレンの紹介で居留地内にあった新聞社コーベ・クロニクル（後のジャパン・クロニクル）に就職し、4か月にわたり同紙の社説において評論活動を行った。小泉が日本への帰化を決意したのは神戸在住時のことである。1896年（明治29年）、小泉は東京帝国大学で教鞭をとるため神戸を去り東京へ移住した。
ヴェンセスラウ・デ・モラエスは1899年（明治32年）、居留地内に設けられたポルトガルの副領事館に初代副領事として赴任（まもなく領事館の初代領事に昇進）し、1913年（大正2年）まで神戸に居住した。モラエスは1901年（明治34年）から日本に関する随筆をポルトガルの新聞「コメルシオ・ド・ポルト」に連載した。

#### キリスト教宣教師

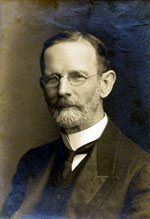
ウォルター・ラッセル・ランバス

神戸外国人居留地を訪れたキリスト教宣教師は、布教のみならず教育・医療・福祉の分野でも活躍した。
南メソジスト教会の宣教師ジェームス・ウィリアム・ランバスとウォルター・ラッセル・ランバスの父子は1886年（明治19年）秋に居留地47番館の自宅を開放して英語と聖書の講義所を開設し、「パルモア学院」と名付けた。パルモア学院は英会話学校のパルモア学院専門学校へと発展し、同学院女子部は啓明学院の前身となった。さらにジェームスは広島女学校（後の広島女学院大学）保母師範科（聖和大学の前身の一つ）の設立に関与し、ウォルターは1889年（明治22年）に関西学院を設立した。またジェームスの妻メアリー・イザベラ・ランバスは、1888年（明治21年）に神戸婦人伝道学校（後のランバス記念伝道女学校。前述した広島女学校保母師範科と共に聖和大学の前身の一つ）を設立したことで知られる。

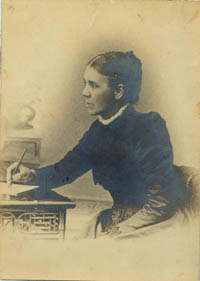
ジュリア・ダッドレー

前述のアメリカン・ボードに所属する女性宣教師、イライザ・タルカットとジュリア・ダッドレーは女子教育の向上に努め、1875年（明治8年）、諏訪山の麓に兵庫県初の女学校（通称「神戸ホーム」。神戸女学院大学の前身）を創設した。さらにダッドレーは1880年（明治13年）に神戸女子伝道学校（後の神戸女子神学校。前述した広島女学校保母師範科、神戸婦人伝道学校と共に聖和大学の前身の一つ）を設立した。
アメリカン・ボードの宣教師ジョン・カッティング・ベリーは前述のように兵庫国際病院（神戸万国病院。後の神戸海星病院）の医事監督を務めたほか、兵庫県病院（神戸病院。後の神戸大学医学部附属病院）の支配頭に就任し、神戸・姫路・三田で精力的に医療活動を行った。1873年（明治6年）1月には神戸病院において兵庫県史上初の人体解剖を行っている。ベリーは1877年（明治10年）に神戸の監獄でコレラが大流行した際に兵庫県の要請を受けて監獄内に立ち入り、監獄内の不衛生な環境や囚人に対する非人道的な扱いを目にした。ベリーは兵庫県知事に監獄制度の改善を訴え、複数の宣教師がベリーに続いて監獄を視察し、制度改善案を日本政府に提出した。
幼きイエズス会の修道女フィロメナ・バレンティン・アントニンは、1890年（明治23年）頃から居留地41番地の女子教育院で孤児の世話をした。アントニンの活動は太平洋戦争終結後まで続き、生涯に世話をした孤児は数百人に上った。

### 居留外国人の墓地

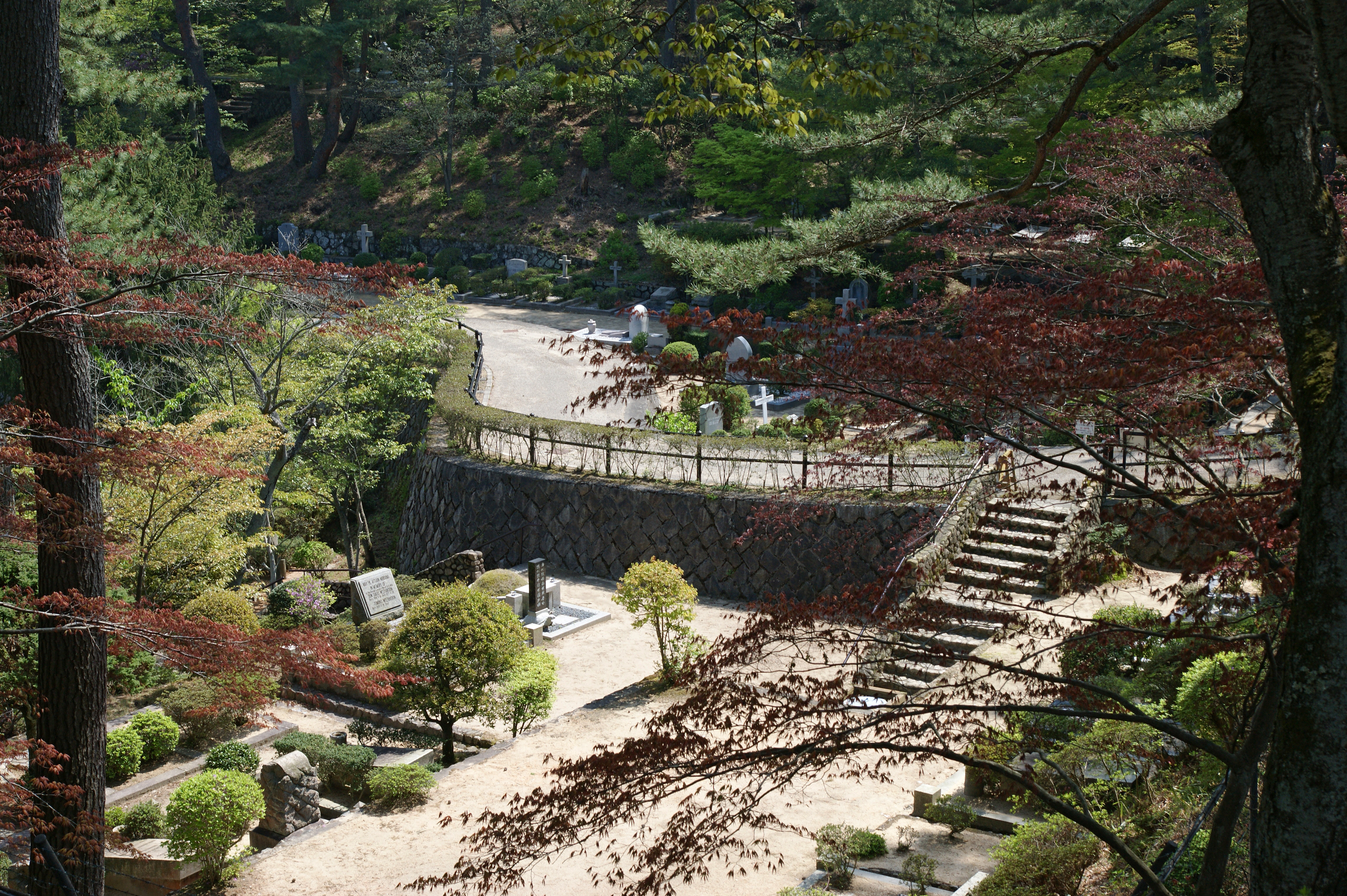
神戸市立外国人墓地

居留外国人のための墓地は初め、江戸幕府によって小野浜新田（後の神戸市中央区浜辺通6丁目）に用意された。墓地の管理は居留地会議行事局が行い、返還後は神戸市へ移管された。
居留地返還後の1899年（明治32年）、神戸市は小野浜外国人墓地が飽和状態になったことへの対策として、葺合村春日野（後の神戸市中央区籠池通4丁目）に墓地を増設した（春日野外国人墓地）。しかし同墓地もやがて飽和状態となり、神戸市は中央区にある再度山で墓地の建設を開始した。この新たな墓地（神戸市立外国人墓地）は第二次世界大戦による中断を挟んで1952年（昭和27年）に完成し、まず同年に小野浜新田の墓地が、次いで1961年（昭和36年）に春日野の墓地が移転された。

## 周辺地域に与えた影響
神戸外国人居留地は貿易の拠点、西洋文化の入り口として栄え、周辺地域に経済的・文化的影響を与えた。
開港前、周辺地域における交易の中心は兵庫津であり、兵庫津を中心に市街地が形成されていた。しかし兵庫開港によって居留地周辺の経済活動が活発となり、新たな市街地が形成されていった。そして1890年代初めには居留地周辺と兵庫津周辺の市街地は一続きの市街地を形成するようになった。なお前述のように、兵庫開港においては兵庫津ではなく神戸村の海岸に建設された新たな港が外国に開放されたが、この港は1892年（明治25年）に勅令により神戸港とされ、さらに同年神戸港の港域は拡大され兵庫津を含むようになった。
文化面ではまず食生活への影響が挙げられる。前述のように神戸外国人居留地周辺では1869年（明治元年/2年）に日本人経営の牛肉料理屋「関門月下亭」が開店し1871年（明治3年/4年）に日本人経営の牛肉店である大井肉店と森谷商店が開店するなど、開港後間もない頃から日本人が業として牛肉を取り扱い、食するようになった。同じ時期に牛乳やパンを食する習慣も広まった。建築の面では1873年（明治6年）に兵庫県が居留地近辺の市街地について洋風のデザインを採用するよう奨励する政策を打ち出し、居留地返還後に実際に建築物の洋風化が進むようになった。スポーツの面では前述のように、内外人公園で居留外国人がラグビー・テニスなどに興じている姿を日本人が目にしたことでそれらの競技が周辺に普及するきっかけが生まれたと評価されている。宗教の面ではキリスト教徒が増加した。福原遊郭は、居留地の造成にあたった柴田剛中が「開港によって軍艦や商船が渡来し、水夫その他の軽輩のものが出入りするので遊女屋がなくては不取締である」と外国人向けの遊郭の建設を上申したことにより、1868年（慶応4年/明治元年）に雑居地の外側に当たる宇治川の河口に設置され、1870年（明治2年/3年）に一帯が鉄道の停車場建設用地に選定されたことを受け湊川堤の東、西国街道の北（新福原）に移転した。福原遊郭は外国人の顧客を抱え、遊郭内には和洋折衷の建物も存在した。
神戸外国人居留地が存在したことで神戸市はモダンでハイカラ、エキゾチックな雰囲気をもち、ベンチャー精神に富んだ、外国人に対し受容的な都市として発展したと評価されている。さらに前述のように、雑居地において日本人が外国人を身近に接しながら暮らし、「生活レベルでの国際交流」が行われたことは、日本人と外国人が共生する「多民族・多文化共生都市」としての神戸市の原型を形成したと評価されている。

## 他の外国人居留地との比較
居留地の面積（居住面積）を比較すると、横浜・長崎に次ぐ3番目で、横浜の約1/7、長崎の約1/2ほどである。ただし厳密には横浜は2つ（横浜（関内）・山手）、長崎は8つ（大浦・下松・梅ヶ崎・出島・新地・広馬場・東山手・南山手）の居留地の集まりである。横浜については横浜（関内）（129374坪）・山手（218823坪）ともに単独でも神戸の面積を上回っているが、長崎については最も広い南山手（44140坪）でも単独では神戸を下回る。雑居地の面積（居住面積）は横浜・築地に次ぐ3番目である。
神戸では居留地が雑居地よりも広いが、築地と函館では逆に雑居地が居留地よりも広い。その要因としてはまず築地の場合、そもそも居留地が通商・貿易のための居住地であるところ、近在する貿易拠点である横浜ではなく築地に敢えて住もうとする商人が少なかった上に、勤務地に近い雑居地に住みたいという外交官やお雇い外国人が数多くいたことが挙げられる。また、函館では居留地に設定された土地の条件が悪かったためにほとんどの居留外国人が雑居地に居住した。
居留外国人数を見ると、居留地の面積が神戸よりも広い横浜は1893年（明治26年）の時点で4946人、長崎は明治元年（1868/1869年）の時点で938人、居留地が返還された1899年の時点では1711人である。築地は神戸に次ぐ規模を持ち、雑居地の面積では神戸を上回っていたが、居留地および雑居地の外における不正居住が横行し、居留地および雑居地における外国人数は1871年（明治4年）9月の時点で72人、1877年（明治10年）の時点で97人にとどまった。
| 居留地名                 | 横浜   | 長崎   | 函館  | 築地  | 神戸  | 川口 |
| ------------------------ | ------ | ------ | ----- | ----- | ----- | ---- |
| 居留地面積（居住地のみ） | 348197 | 105787 | 1730  | 26162 | 49645 | 7747 |
| 雑居地面積（居住地のみ） | 36216  | 2973   | 13216 | 33323 | 26756 | 3578 |

神戸と横浜は、共に明治における対外的な窓口として発展した。しかし神戸では日本側と外国側との関係が概ね良好であったと評価されているのに対し、横浜では日本人商人が不平等な商慣行に抗議して外国商人との取引をボイコットする騒動（内外商紛議）が毎年のように発生するなど、日本人と外国人の関係が最も険悪であったとされる。このような差が生じた要因としては、神戸では開港が横浜よりも8年あまり遅れたため、その間に日本で活動する悪質な外国商人が淘汰され、さらに日本人と外国人が互いについて理解を深める時間が得られたという「後発者のメリット」が指摘されている。
一方、開港場が決まった経緯では神戸と横浜の間に共通点がある。前述のように江戸幕府は安政五カ国条約において取り決めた「兵庫開港」について、兵庫津ではなく後の神戸港を外国に開放した。横浜居留地に関しても同様の動きがあり、江戸幕府は「神奈川開港」について神奈川宿ではなく当時寒村であった横浜村を開放した。「兵庫開港」では外交上のトラブルは生じなかったが、「神奈川開港」では江戸幕府が神奈川宿の開放を強く求める外国側を押し切って横浜村の整備を進め、結果的に横浜村近辺のほうが神奈川宿近辺よりも水深が深く港に適した地理的条件を備えていることが判明したため外国側が江戸幕府の決定を追認したという経緯がある。

## ギャラリー

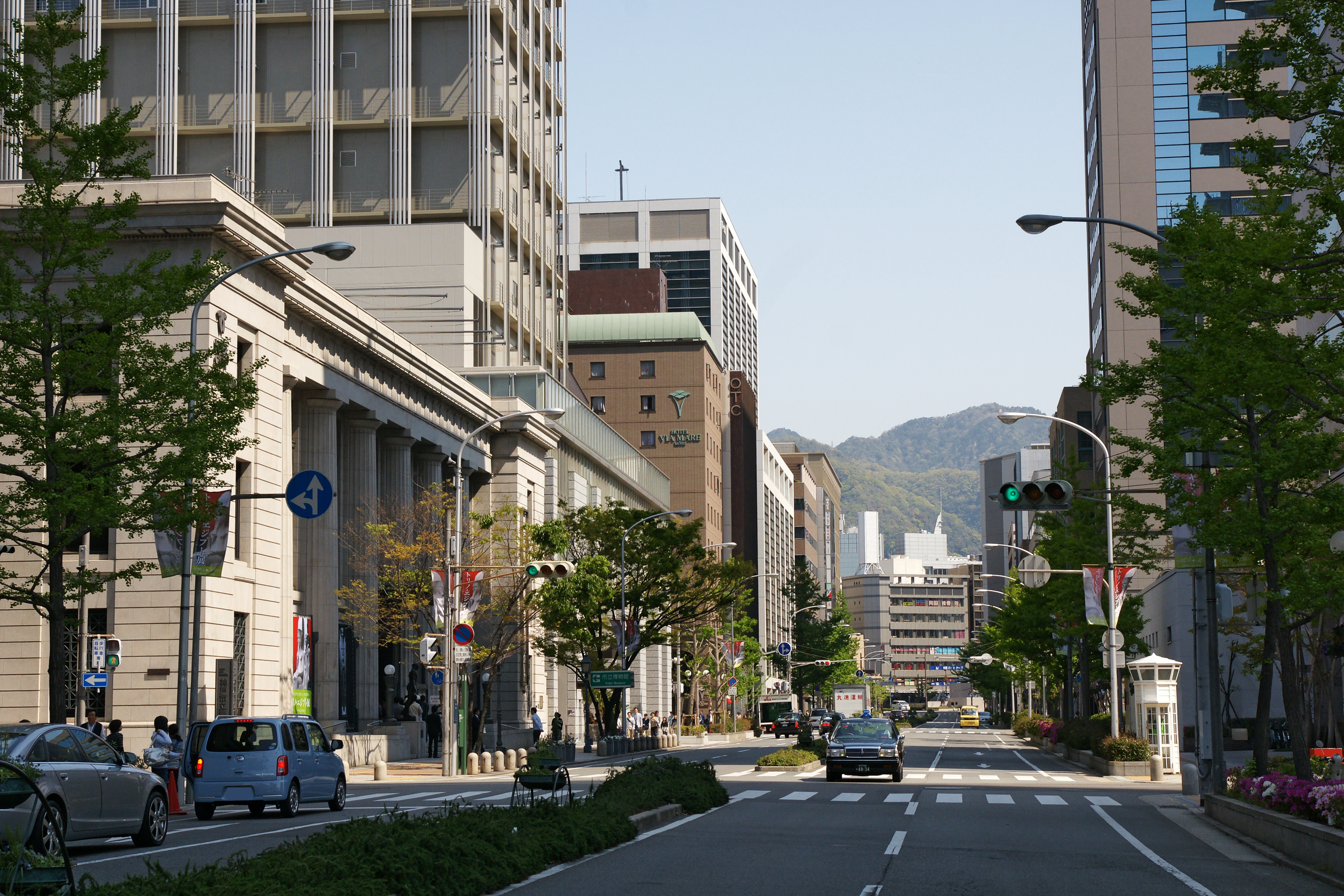
居留地のメインストリートであった京町通
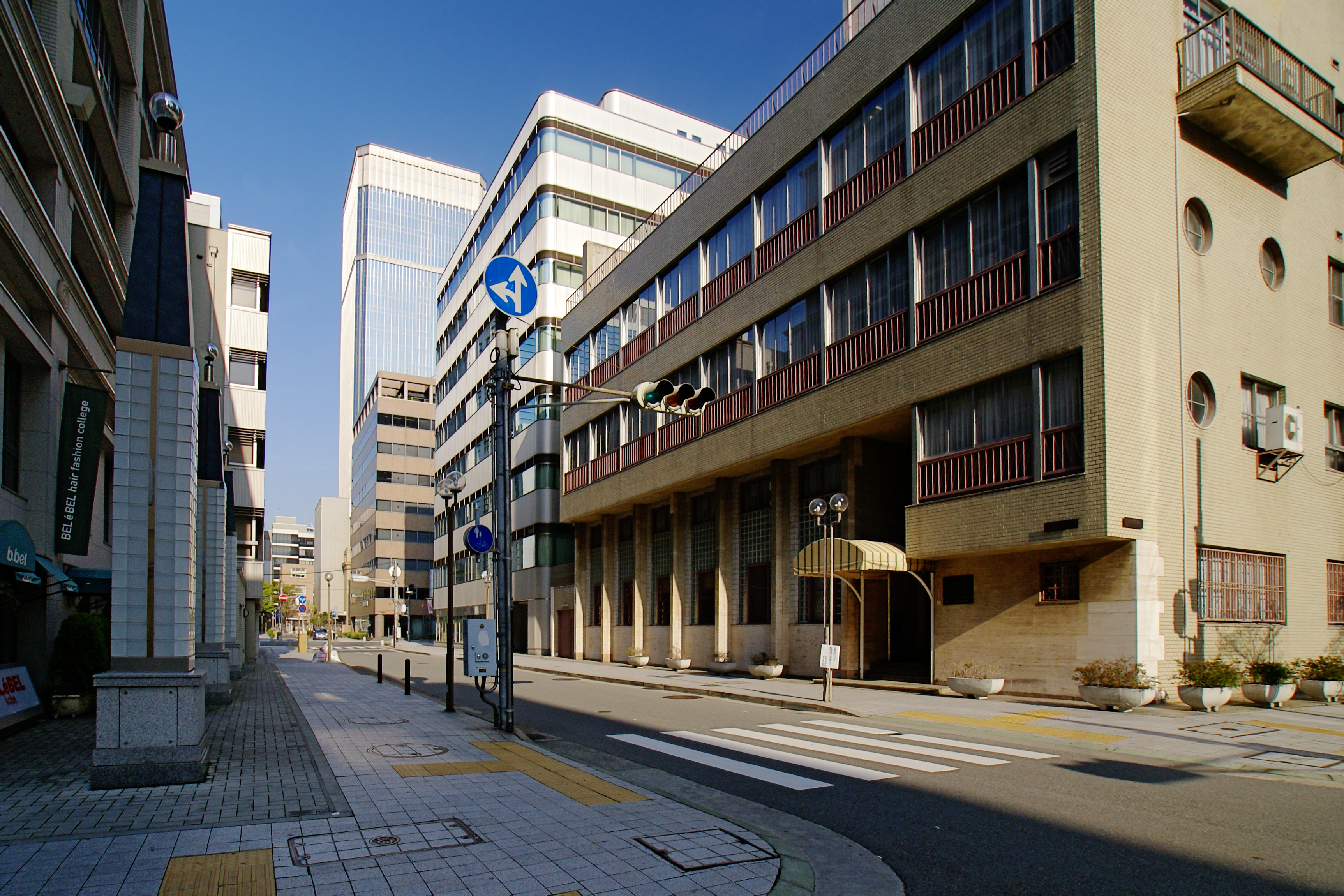
北町通
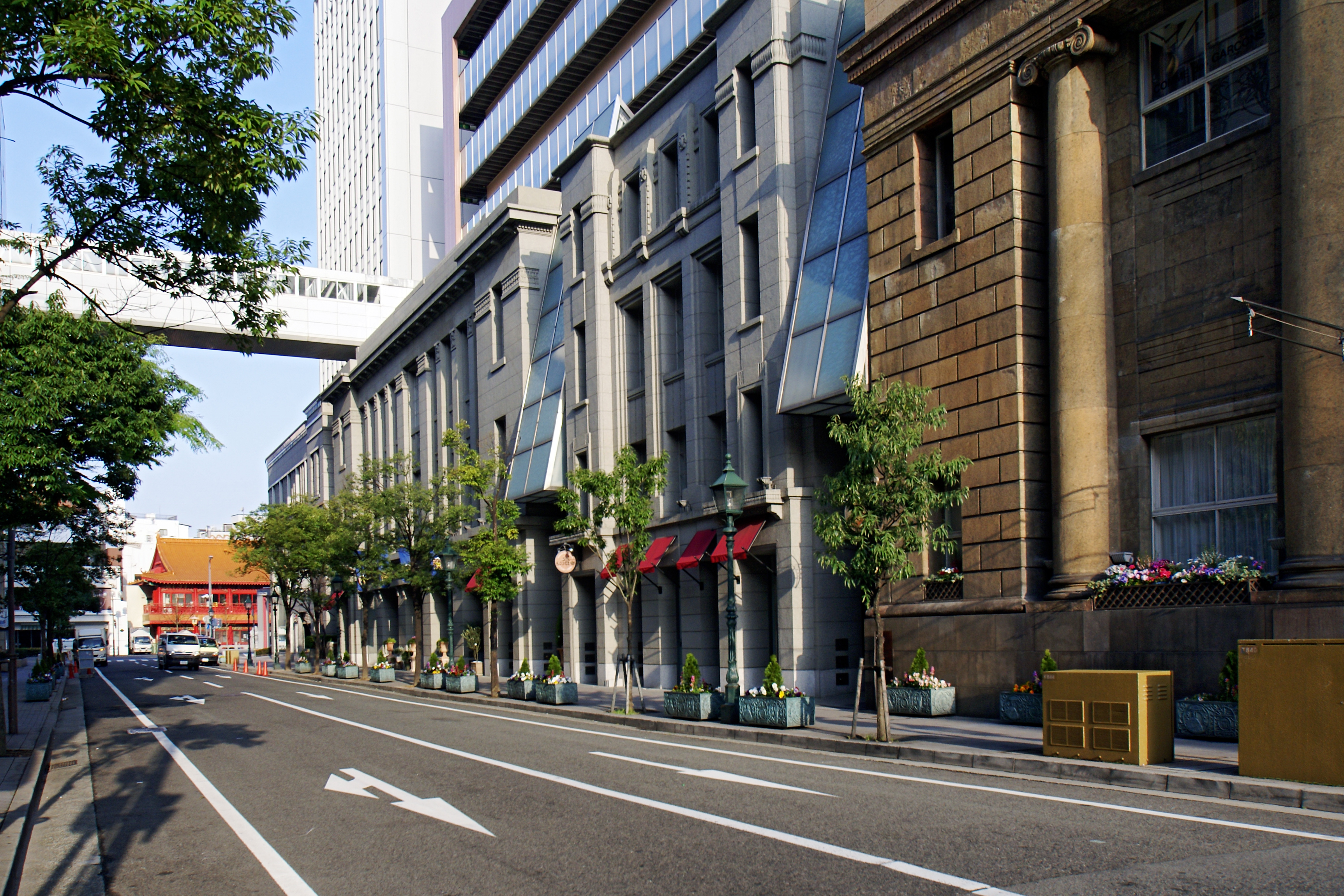
仲町通
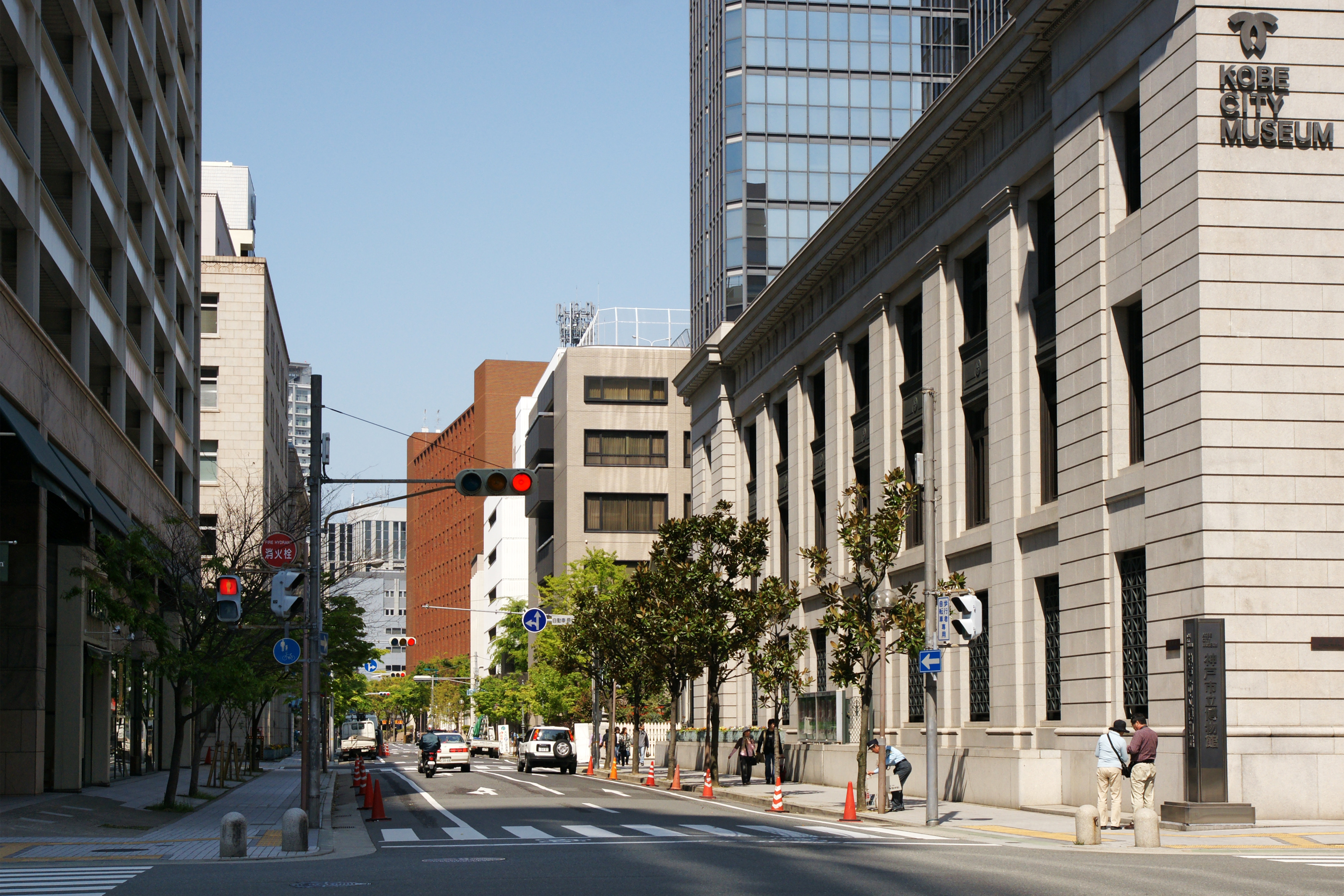
前町通
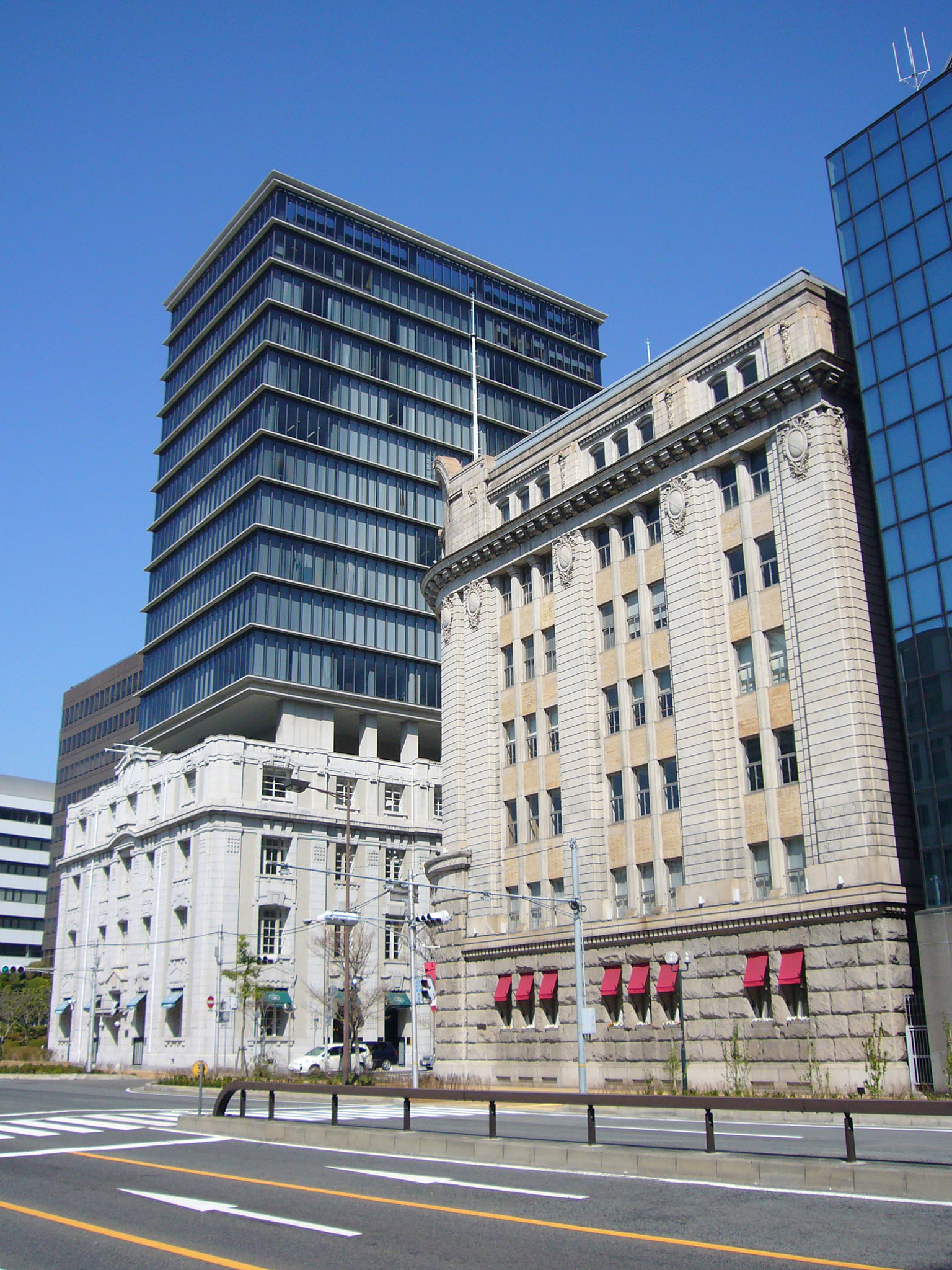
海岸通（国道2号、明石町筋との交差点）
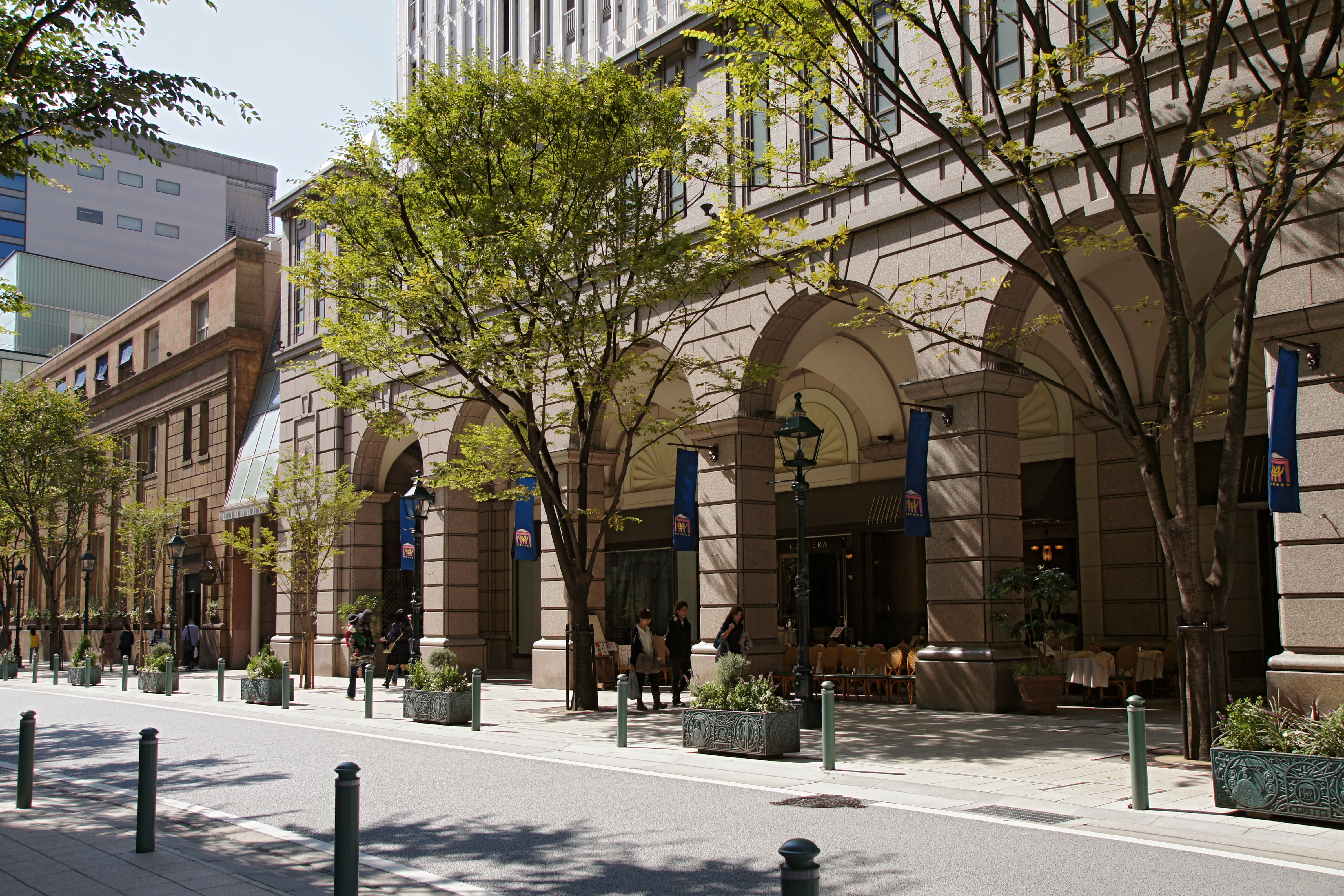
明石町筋
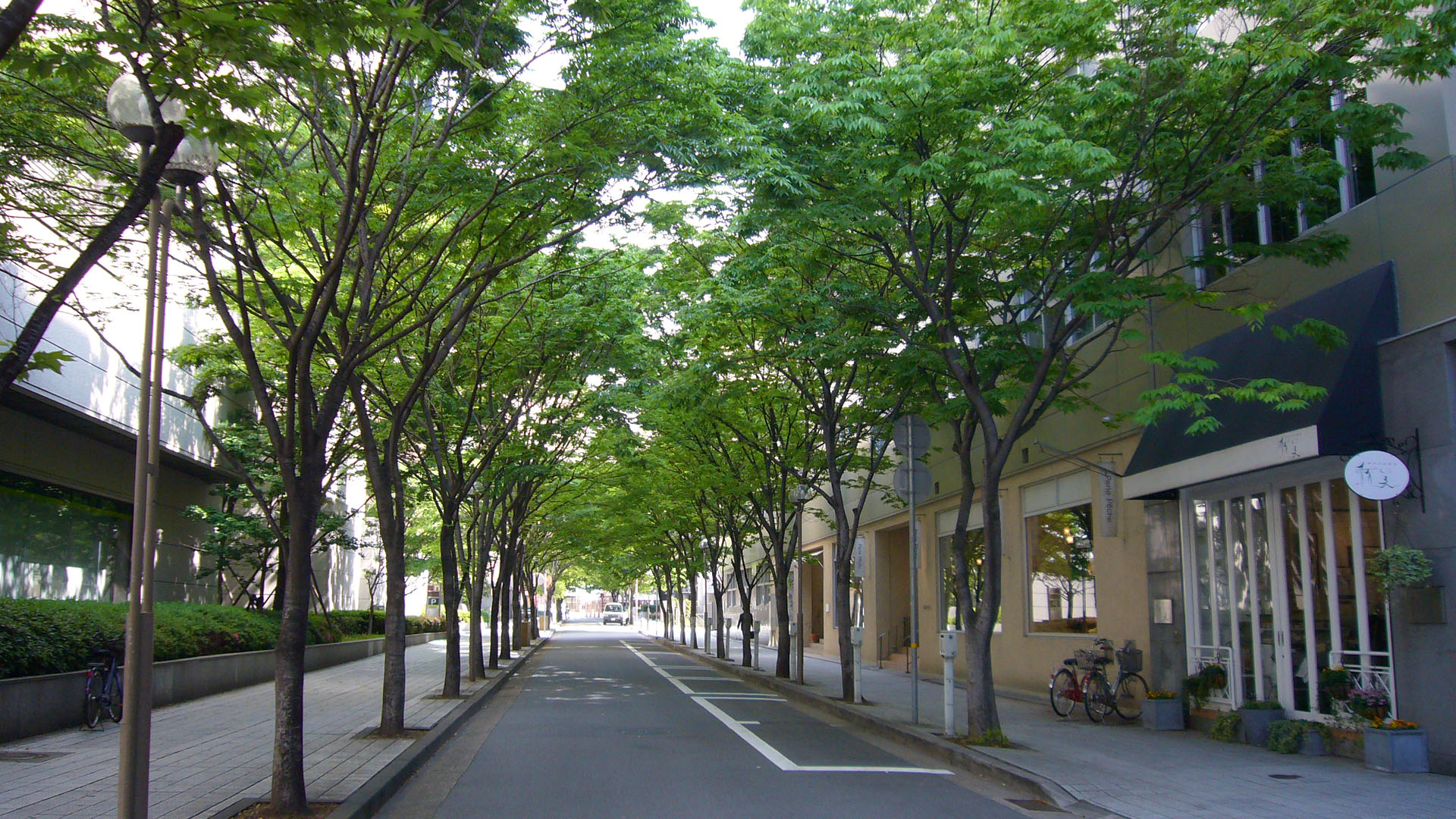
浪花町筋
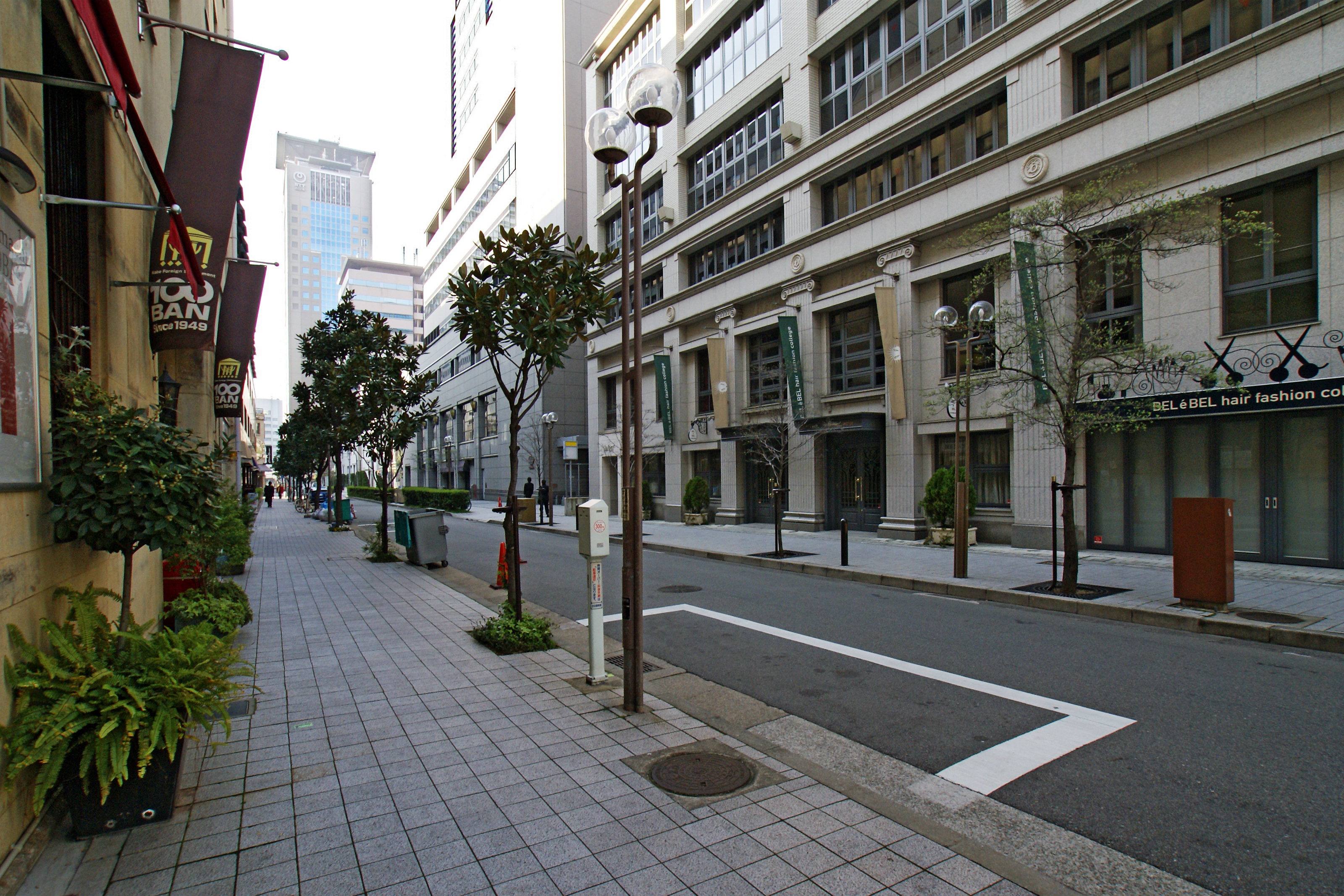
江戸町筋
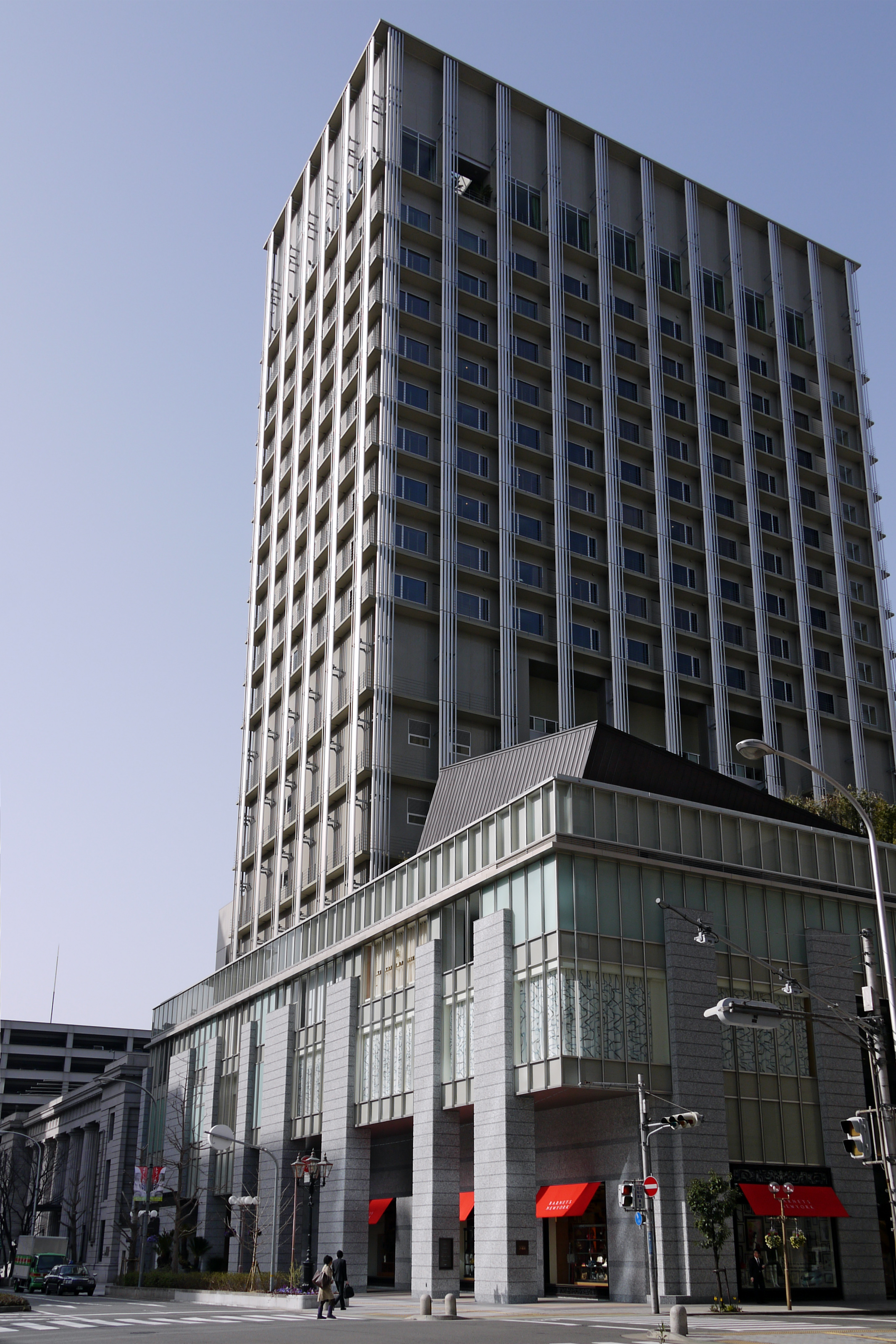
2010年（平成22年）に営業を再開させたオリエンタルホテル（神戸旧居留地25番館）
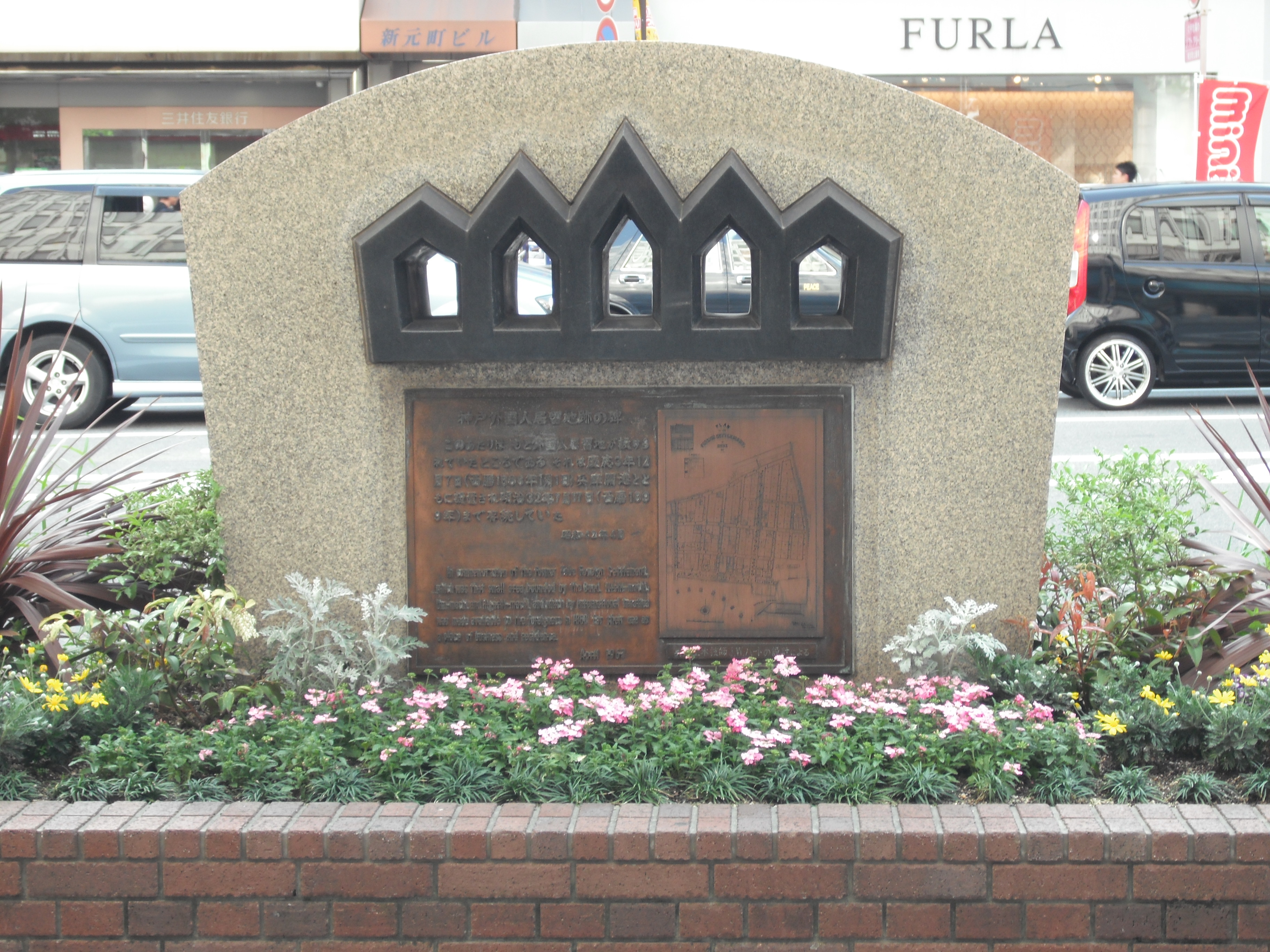
神戸外国人居留地跡の碑（大丸神戸店前）
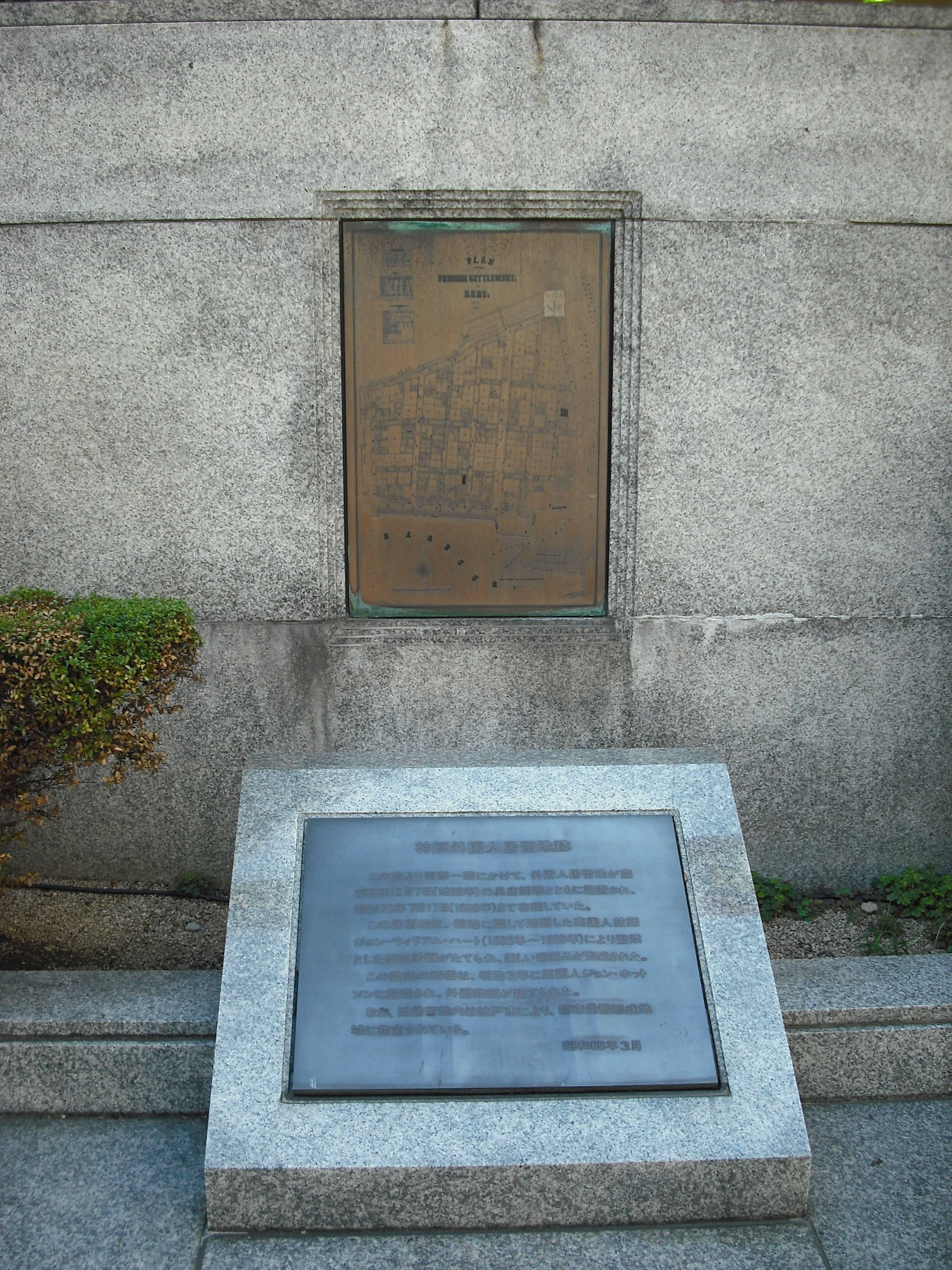
神戸外国人居留地跡の碑（旧居留地95番地）
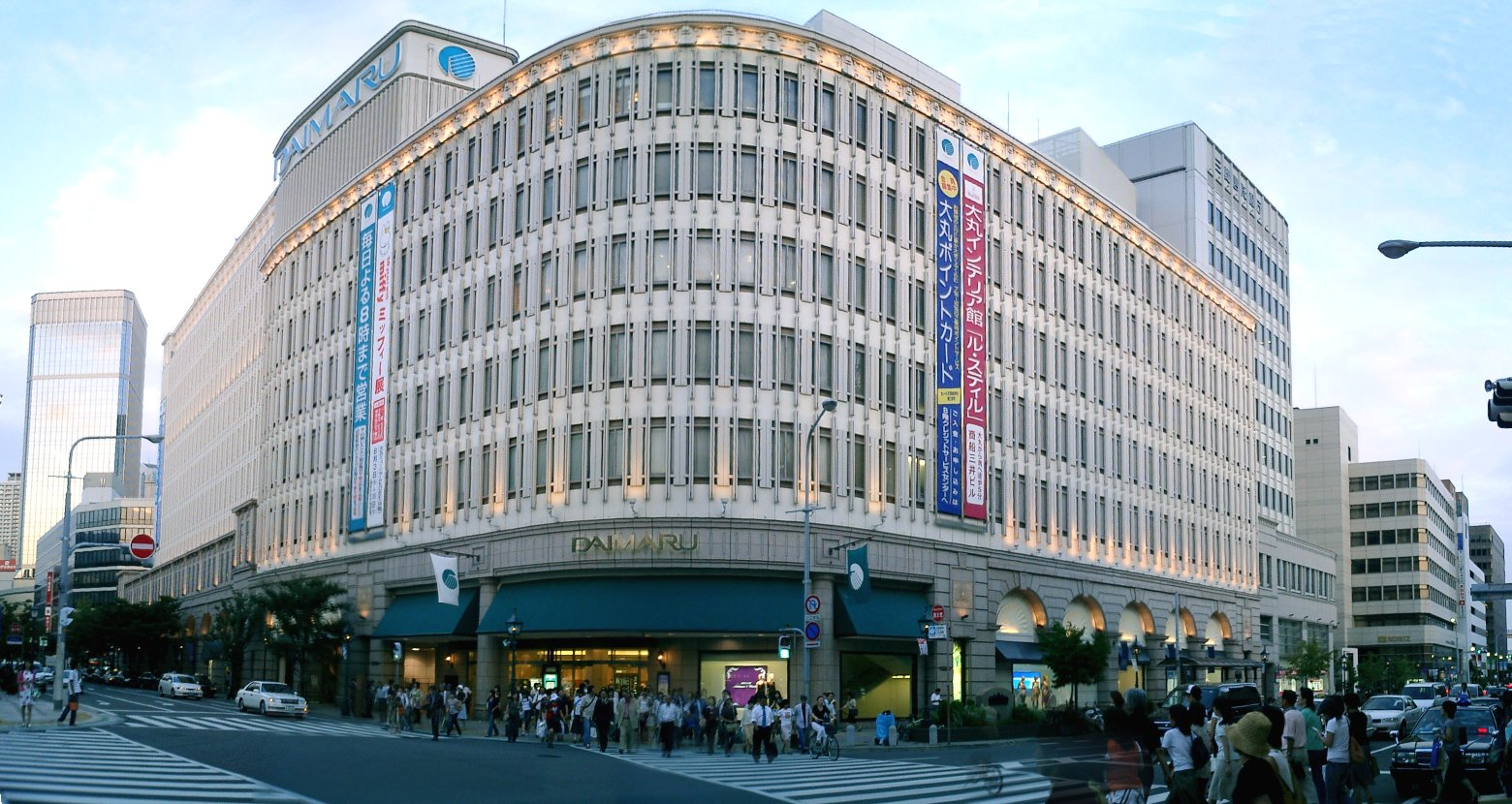
大丸神戸店。旧居留地の北西角に位置する。
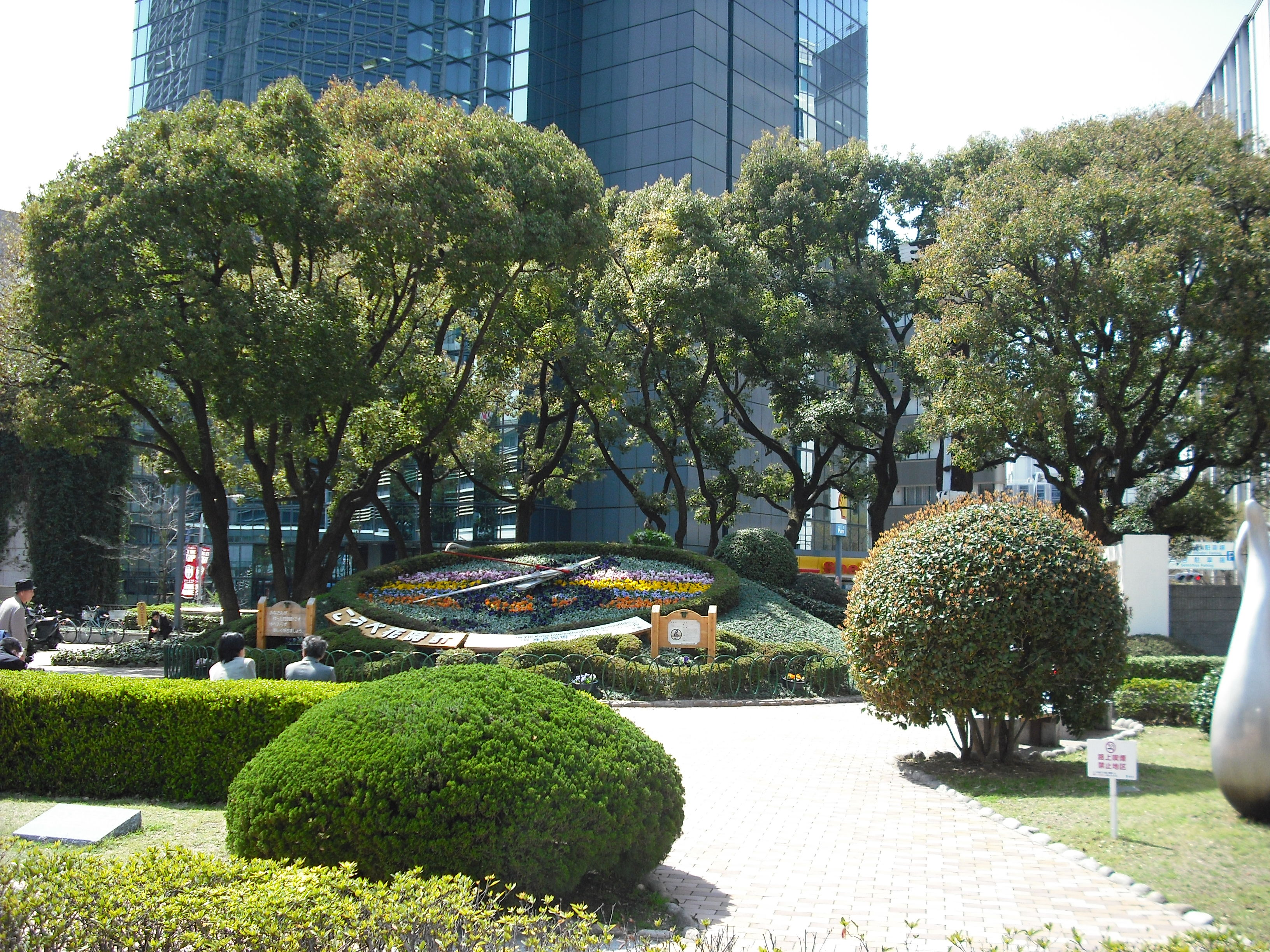
花時計。旧居留地の北東角に位置する。
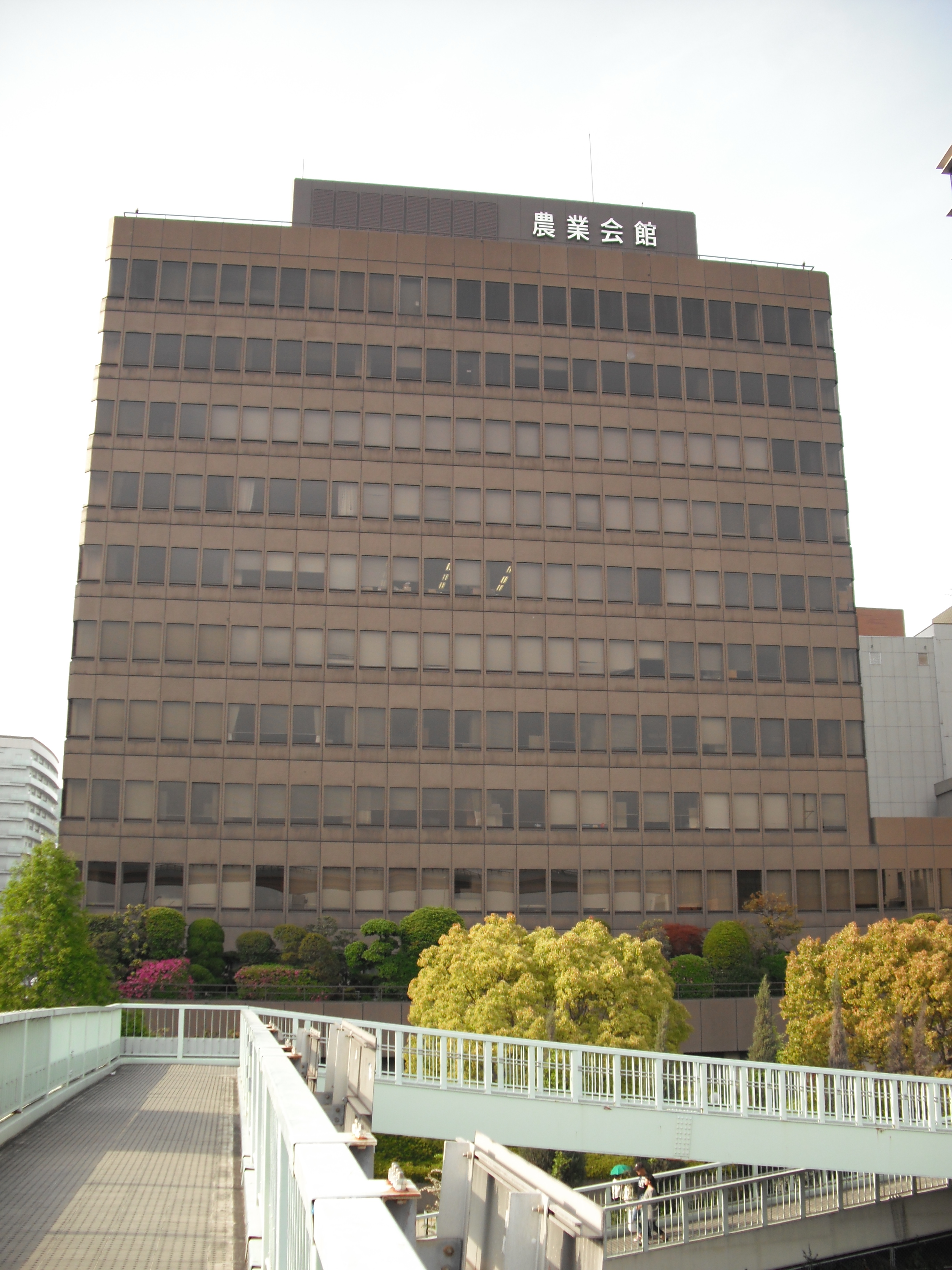
兵庫県農業会館。旧居留地の南西角に位置する。
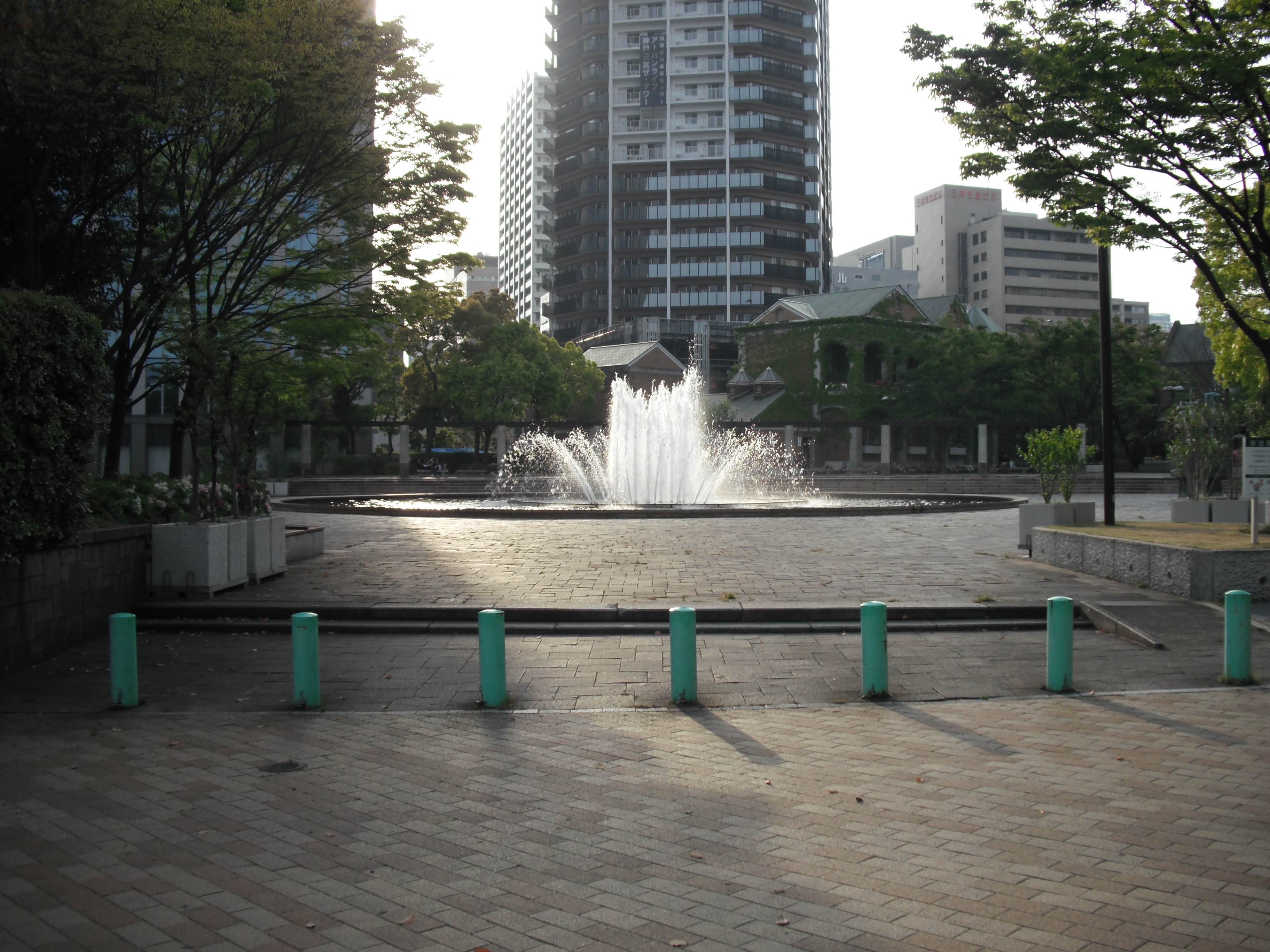
東遊園地南端。旧居留地の南東角に位置する。